# Cétacés de Méditerranée
Vous lisez un « article de qualité » labellisé en 2022.

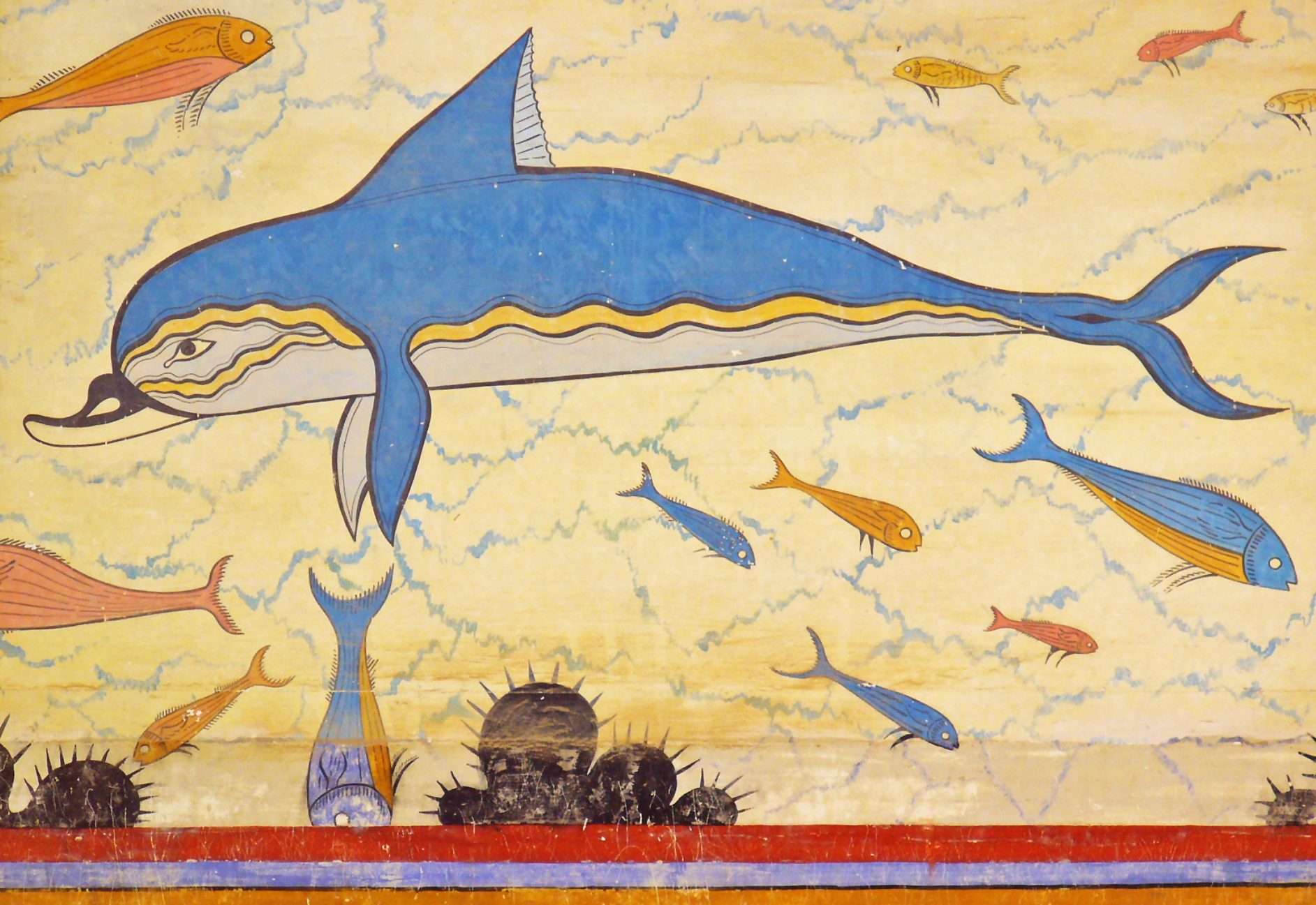
Représentation minoenne d'un Dauphin commun dans la fresque des dauphins, au palais de Cnossos (Crète), vers 2000 av. J.-C.

Les cétacés de Méditerranée constituent un assemblage unique d'espèces présentes dans le bassin quasi-fermé de la mer Méditerranée. Cet assemblage se distingue de ceux rencontrés dans l'Atlantique Nord ou dans la mer Rouge. En Méditerranée, les cétacés sont représentés par environ vingt espèces, mais seules huit d'entre elles sont considérées comme communes : le Dauphin bleu et blanc, le Dauphin commun à bec court, le Grand Dauphin, le Dauphin de Risso, le Globicéphale noir, la Baleine à bec de Cuvier, le Grand Cachalot et le Rorqual commun. Leur répartition varie beaucoup selon les régions et leur abondance et leur diversité semblent maximales dans le bassin corso-liguro-provençal, où les cétacés sont protégés par le Sanctuaire Pelagos depuis 2002.
Réputés pour leur intelligence à certains égards proche de celle des humains, les cétacés font l'objet de mesures de protection d'autant plus importantes que leur cycle biologique lent les rend vulnérables aux nombreuses menaces qui les affectent en Méditerranée. En effet, la densité de peuplement anthropique et de circulation dans le bassin méditerranéen expose les espèces marines, et particulièrement les gros mammifères marins comme les cétacés, à de nombreuses menaces qui nécessitent des mesures de conservation spécifiques.

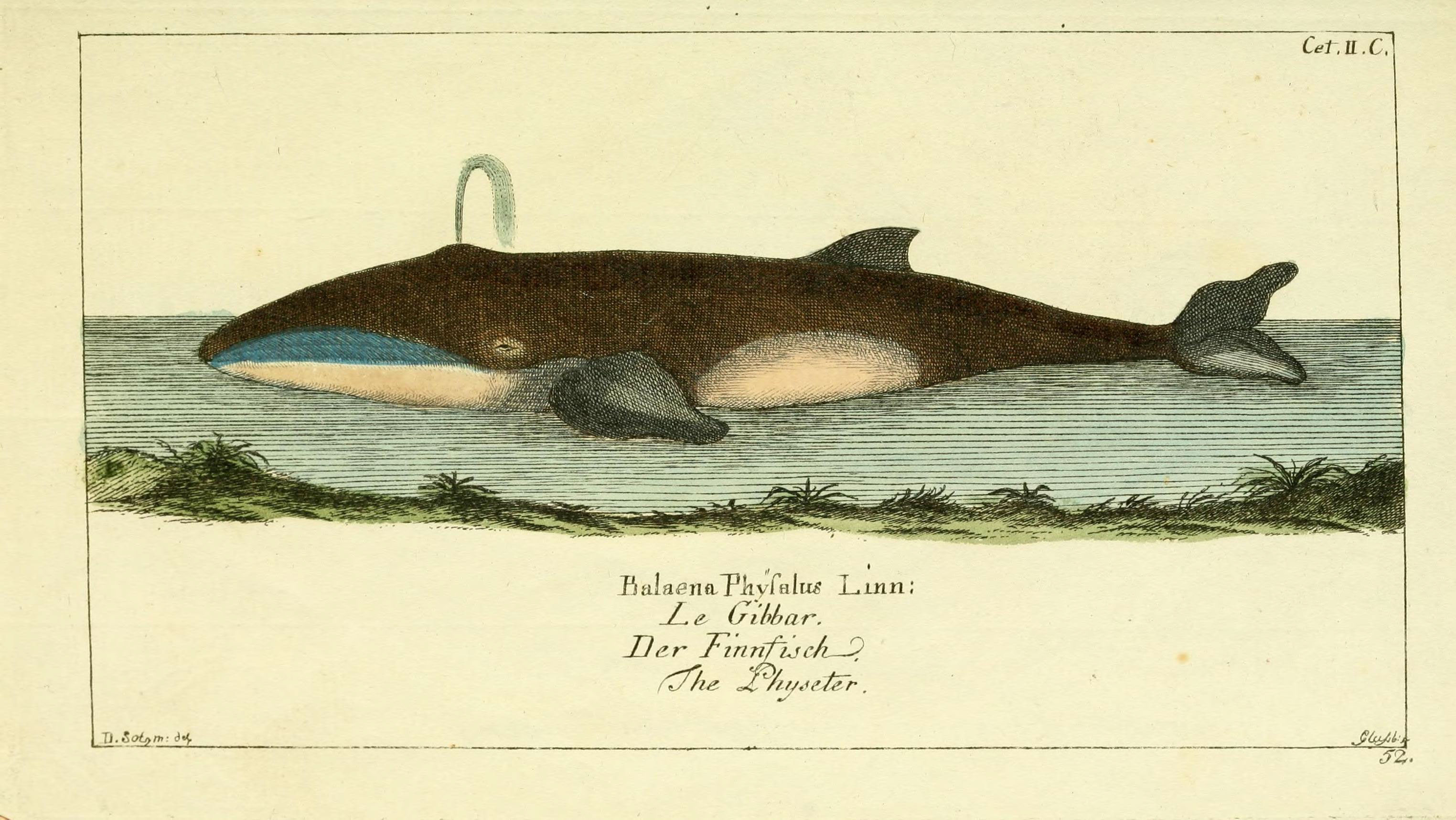
Illustration d'un Rorqual commun par D. F. Sotzmann en 1780.

## Situation

### Géographie

Image satellite du bassin méditerranéen.

La mer Méditerranée est une mer quasi-fermée, séparée en quatre bassins principaux : le bassin occidental, la mer Adriatique, la Méditerranée centrale et le bassin oriental ou levantin — chacun étant à son tour subdivisé en mers secondaires. La Méditerranée est connue comme étant une mer très oligotrophe, c'est-à-dire pauvre en nutriments (et encore plus le bassin oriental) : seuls deux fleuves majeurs s'y jettent (le Rhône et le Nil), et son faible courant limite la circulation des nutriments, et en particulier des nitrates et des phosphates’. En conséquence, la quantité de phytoplancton y est assez faible, et l'écosystème pélagique moins dense que dans d'autres régions océaniques’. Cela explique le fait que les cétacés, et notamment les baleines, sont surtout présents près des fleuves et des exutoires (mer d'Alboran, mer Égée) et aux zones de résurgence de courants profonds comme la mer de Ligurie.
Bordée par 23 pays méditerranéens où réside une population côtière de 150 millions d'habitants, la Méditerranée est la première destination touristique mondiale et l'une des principales voies de navigation commerciale de la planète, qui voit défiler un quart du trafic commercial et un tiers du trafic pétrolier mondiaux. En conséquence, les pollutions et nuisances y sont très importantes, et les collisions entre navires et cétacés sont courantes.

### Histoire
« Un navire en cet équipage 

Non loin d'Athènes fit naufrage ; 

Sans les dauphins tout eût péri ; 

Cet animal est fort ami 

De notre espèce ; en son Histoire 

Pline le dit ; il le faut croire. »

Les cétacés, et en particulier les dauphins, sont très familiers des populations méditerranéennes depuis l'Antiquité. Ils sont représentés dans les bestiaires, comme dans la mythologie, et figurent, dès le IIe millénaire avant notre ère, sur les fresques du palais minoen de Cnossos, en Crète. Le philosophe Aristote, au IVe siècle avant notre ère, consacra de longues études aux cétacés, et établit notamment qu'ils sont bien des mammifères respirant de l'air et incubant leurs petits au moyen d'un placenta avant de les allaiter. Plusieurs autres naturalistes, antiques comme Pline l'Ancien, ont fourni des descriptions très détaillées et de nombreuses anecdotes concernant ces animaux, attestant d'une fréquentation assidue et d'une curiosité réciproque.
Les dauphins jouissent notamment d'une image très positive dans les civilisations navigatrices comme les Grecs et les Romains : une constellation porte leur nom, ils sont perçus comme de joyeux compagnons des marins et on raconte qu'ils sauvent parfois des naufragés, comme le poète Arion de Méthymne. Ces anecdotes ont inspiré nombre d'écrivains comme Jean de La Fontaine (voir l'encadré).
De leur côté, les baleines, moins familières aux marins et plus intimidantes, inspirent surtout de la crainte du fait de leur bouche démesurée, et la plupart de leurs mentions dans la littérature antique racontent des histoires de dévoration par le terrifiant monstre kêtos/cetus (comme Jonas dans la Bible ou Lucien de Samosate dans ses Histoires vraies), thème très repris autant au Moyen Âge qu'à l'époque classique et qu'on rencontre jusqu'au XIXe siècle avec l'histoire de Pinocchio.
Certaines données archéologiques suggèrent que les cétacés auraient pu faire l'objet d'une chasse et d'une consommation pendant la période romaine, cependant ce fait semble être demeuré assez localisé, et on ne connaît aucune trace historique d'une pêche significative de ces animaux en Méditerranée (contrairement à l'Atlantique, où les Basques ont par exemple intensément chassé les cétacés dès le Moyen Âge). Les baleines de Méditerranée sont essentiellement des rorquals (baleines « maigres ») : à la période la plus intense de la chasse à la baleine industrielle (fin du XIXe et début du XXe siècle), ce sont surtout les baleines franches qui étaient visées (baleines des mers froides, pour leur graisse), et cette activité a donc eu moins d'impact sur le bassin méditerranéen. Plusieurs espèces ont cependant disparu de Méditerranée pendant les temps historiques (notamment le Marsouin commun et la Baleine grise), et il est encore difficile de déterminer les causes exactes et les mécanismes ayant mené à ces disparitions.

## Liste des espèces
Les cétacés, de leur nom scientifique Cetacea (du grec ancien κῆτος / kêtos, « cétacé »), forment un infra-ordre de mammifères aquatiques, classés dans l'ordre des artiodactyles, où leurs plus proches cousins sont les hippopotames : comme tous les mammifères, ils respirent donc de l'air et allaitent leurs petits, malgré leur adaptation exclusive au milieu marin qui leur a notamment fait perdre l'essentiel de leur pilosité et leurs membres postérieurs. On connaît, en 2020, environ 86 espèces de cétacés à l'échelle mondiale, dont un certain nombre sont endémiques des eaux douces ou polaires. Ces mammifères très charismatiques sont réputés avoir une intelligence remarquable, ce qui contribue à leur succès populaire et donc à la volonté de les protéger.
Vingt espèces de cétacés sont officiellement recensées en Méditerranée (et jusqu'à vingt-quatre en comptant les signalements anciens ou douteux), mais seules dix-huit font réellement partie du peuplement stable, dont seulement huit y sont considérées comme communes : le Dauphin bleu et blanc (Stenella coeruleoalba), le Dauphin commun à bec court (Delphinus delphis), le Grand Dauphin (Tursiops truncatus), le Dauphin de Risso (Grampus griseus), le Globicéphale noir (Globicephala melas), la Baleine à bec de Cuvier (Ziphius cavirostris), le Grand Cachalot (Physeter macrocephalus) et le Rorqual commun (Balaenoptera physalus). Leur répartition est très hétérogène selon les régions et dépend en particulier de la charge en nutriments et de la profondeur, avec par exemple des cétacés plutôt rares en Adriatique et abondants en mer de Ligurie et en mer d'Alboran.
La population actuelle des cétacés de Méditerranée résulte d'une histoire en perpétuelle évolution. Certaines espèces en ont disparu dans les temps historiques du fait de l'influence humaine comme le Marsouin commun, et d'autres pourraient la coloniser grâce au canal de Suez comme le Dauphin à bosse de l'océan Indien (Sousa plumbea). À des échelles de temps supérieures, bien d'autres espèces aujourd'hui disparues ou exilées ont habité ce bassin, avec des changements importants à l'occasion des modifications géologiques comme la crise de salinité messinienne.

### Mysticètes(baleines à fanons)

#### Rorqual commun (Balaenoptera physalus)

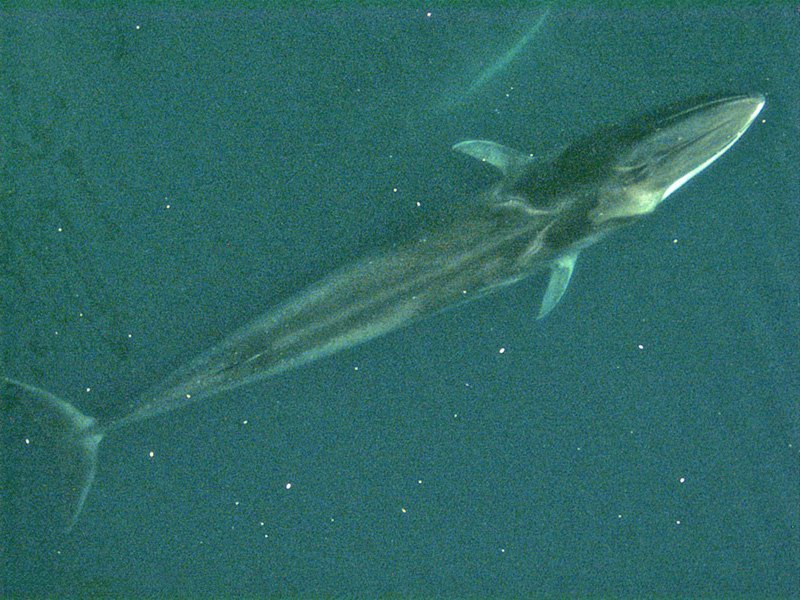
Rorqual commun (Balaenoptera physalus).

Le Rorqual commun (Balaenoptera physalus) est la seule espèce de baleines à fanons à posséder une population résidente significative en Méditerranée, essentiellement située dans la moitié nord du bassin occidental, entre l'Espagne, la France et l'Italie. C'est le deuxième plus gros animal de notre planète après la Baleine bleue (B. musculus), pouvant atteindre 22 m de long pour un poids de 70 tonnes. En Méditerranée, il se nourrit presque exclusivement de Meganyctiphanes norvegica, le krill de Méditerranée.
On les trouve seuls ou en petits groupes, essentiellement au large et surtout en Méditerranée occidentale, où ils ne dépassent pas la Crète,. Une grande partie des individus migrent vers la mer Ligurienne en été et repart vers le sud et l'orient en hiver. La population méditerranéenne est estimée à 1500 à 2 000 individus, dont 650 dans le Sanctuaire Pelagos, et ne semble que faiblement connectée à la population atlantique.
Le Rorqual commun est classé « vulnérable » sur la liste rouge de l'UICN.

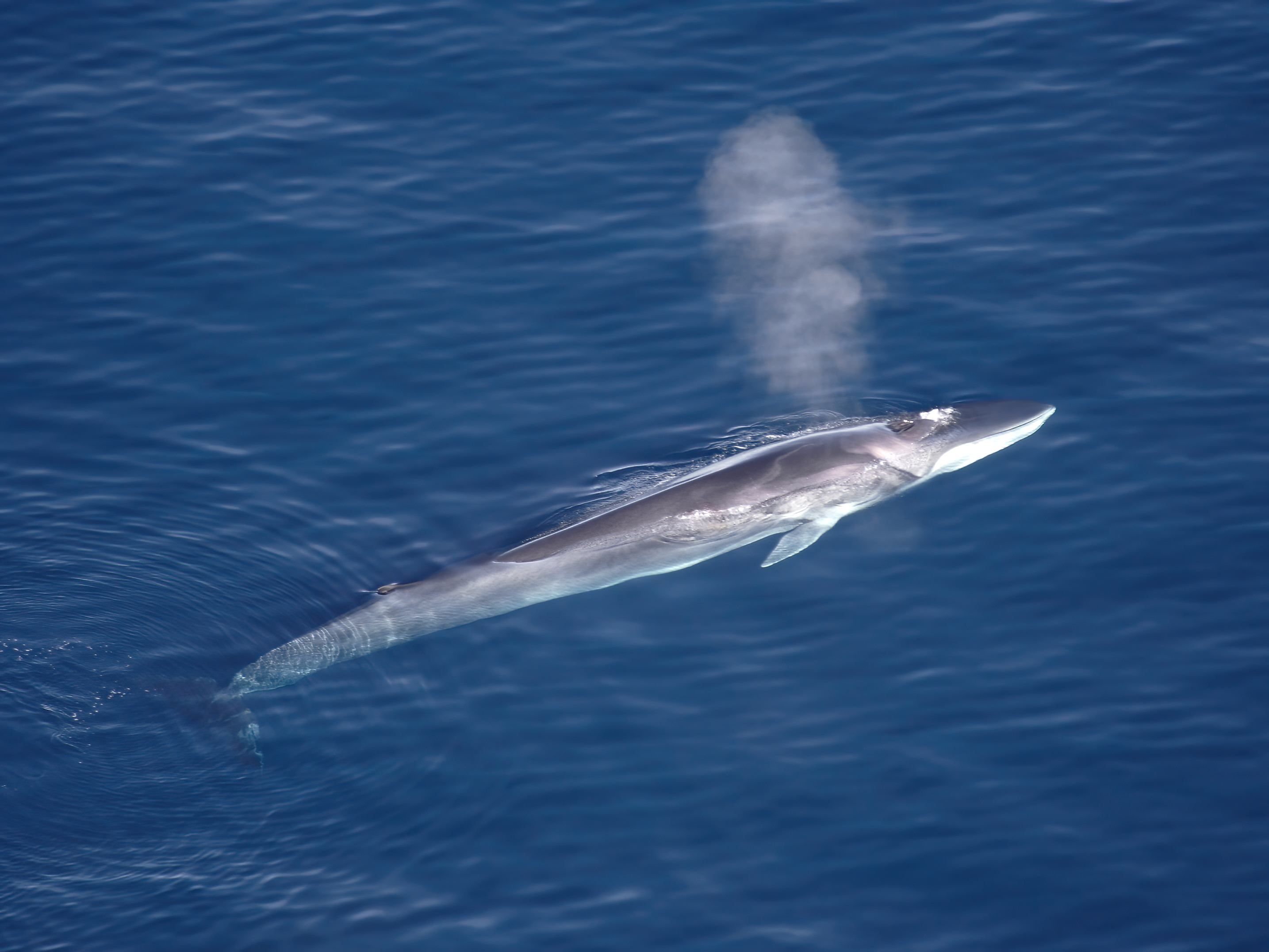
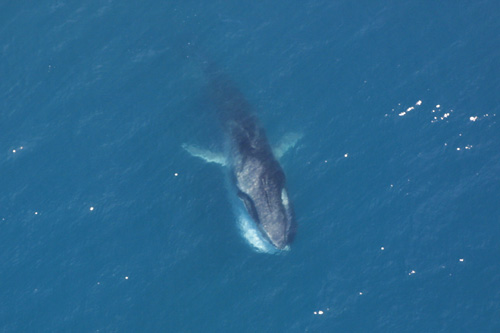
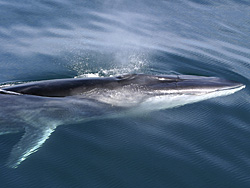

#### Petit Rorqual (Balaenoptera acutorostrata)

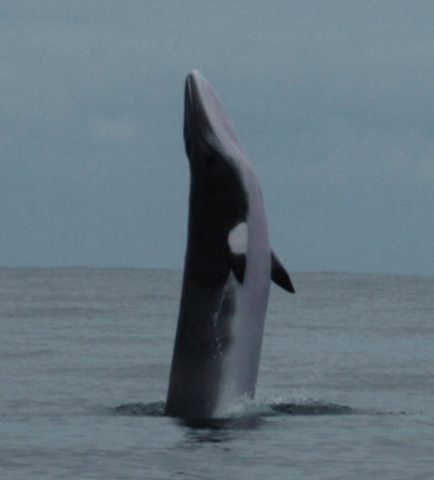
Petit Rorqual (Balaenoptera acutorostrata).

Le Petit Rorqual (Balaenoptera acutorostrata), appelé aussi Baleine de Minke ou Rorqual à museau pointu, est une petite baleine (7 à 9 m), au museau pointu et caréné. C'est une espèce curieuse et volontiers côtière.
Cette espèce est rare en Méditerranée (essentiellement signalée dans la moitié occidentale, de manière très sporadique,) et sa présence relève peut-être en bonne partie d'incursions de spécimens de l'Atlantique, où elle est abondante,. Elle semble cependant observée au moins une fois par an en moyenne en Méditerranée, et notamment en France à l'est du Rhône et en particulier dans le Sanctuaire Pelagos.

#### Rorqual boréal (Balaenoptera borealis)
Le Rorqual boréal, ou Rorqual de Rudolphi (Balaenoptera borealis), vit essentiellement dans l'Atlantique Nord et évite les mers fermées, mais il arrive parfois que des individus fassent des incursions ponctuelles en Méditerranée, fait qui demeure considéré comme exceptionnel et restreint à l'Espagne et la France.
Le Rorqual boréal est classé « en danger d'extinction » sur la liste rouge de l'UICN.

#### Baleine à bosse (Megaptera novaeangliae)
La Baleine à bosse (Megaptera novaeangliae), appelée aussi Jubarte ou Mégaptère, est une baleine migratrice apparentée aux rorquals, considérée comme très rare en Méditerranée, où sa présence relève sans doute d'incursions ponctuelles de spécimens atlantiques, essentiellement dans le nord du bassin occidental. Elle semble être cependant observée au moins une fois par an en moyenne, et ce chiffre pourrait être en augmentation.

#### Baleine grise (Eschrichtius robustus)
La Baleine grise (Eschrichtius robustus) est une espèce de baleines apparentée aux rorquals qui a été éradiquée de l'Atlantique par la pêche et ne subsiste plus que dans le Pacifique Nord. Néanmoins, il arrive que des individus aventureux ou égarés rejoignent l'océan Atlantique et certains ont été observés jusqu'en Méditerranée, où les conditions ne semblent pas permettre leur survie. Cependant, ce fait demeure exceptionnel et concerne généralement des individus désorientés, malades ou mourants, dont seulement deux ont été identifiés avec certitude au XXIe siècle (en 2010 et en 2021).
D'après les données archéologiques, les côtes espagnoles et catalanes de Méditerranée semblent avoir hébergé une population résidente de Baleines grises à l'époque romaine,.

### Odontocètes(dauphins, orques et baleines à dents)

#### Delphinidae(dauphins et orques)

##### Dauphin bleu et blanc (Stenella coeruleoalba)

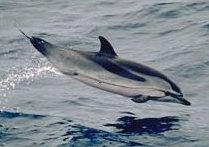
Dauphin bleu et blanc (Stenella coeruleoalba).

Le Dauphin bleu et blanc (Stenella coeruleoalba) est l'une des espèces de dauphins les plus communes en Méditerranée : les navires en rencontrent en moyenne un tous les 4 km (ou plutôt un groupe d'une dizaine tous les 39 km).
C'est un petit dauphin, qui mesure environ 2 m pour 80 à 100 kg, et qui se nourrit de poissons et de calmars. Il vit plutôt au large (45 km de la côte en moyenne), en groupes de dix à trente individus, parfois davantage, dans presque tout le bassin méditerranéen, sauf la mer Égée. Ils apprécient souvent de se faire « pousser » par l'étrave des bateaux, ce qui est un des modes de rencontre les plus fréquents. Ce dauphin est absent de la mer Noire.

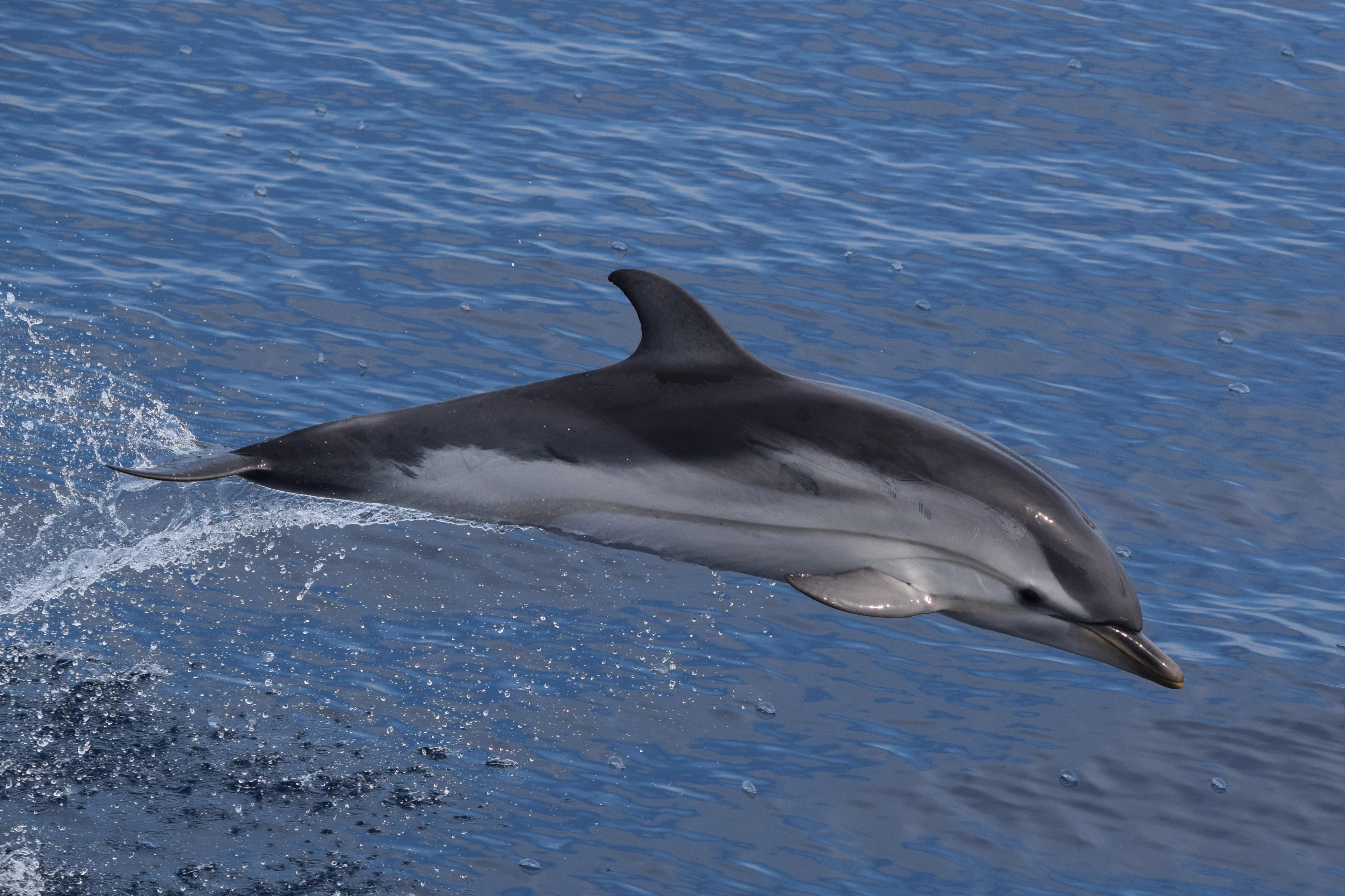
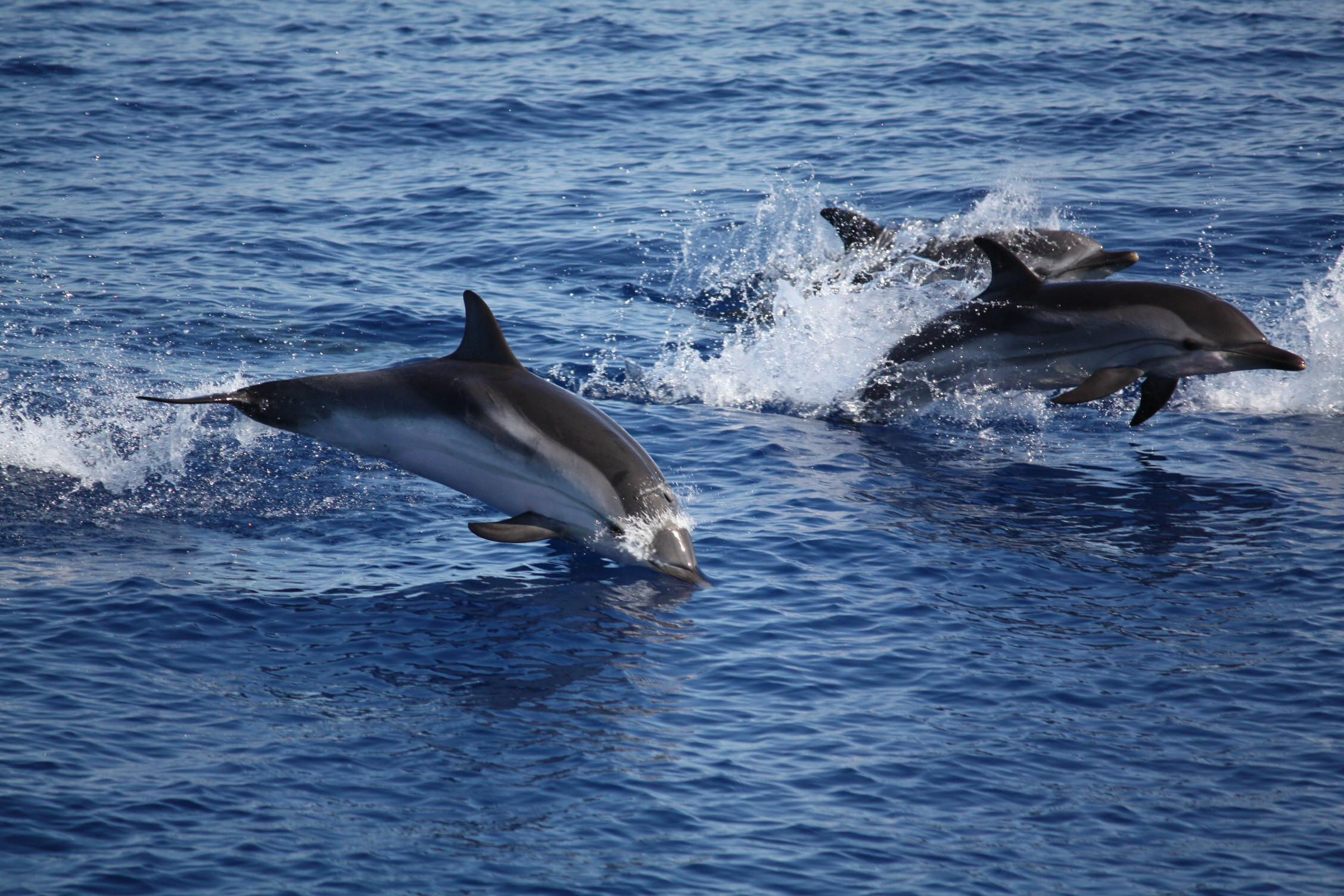
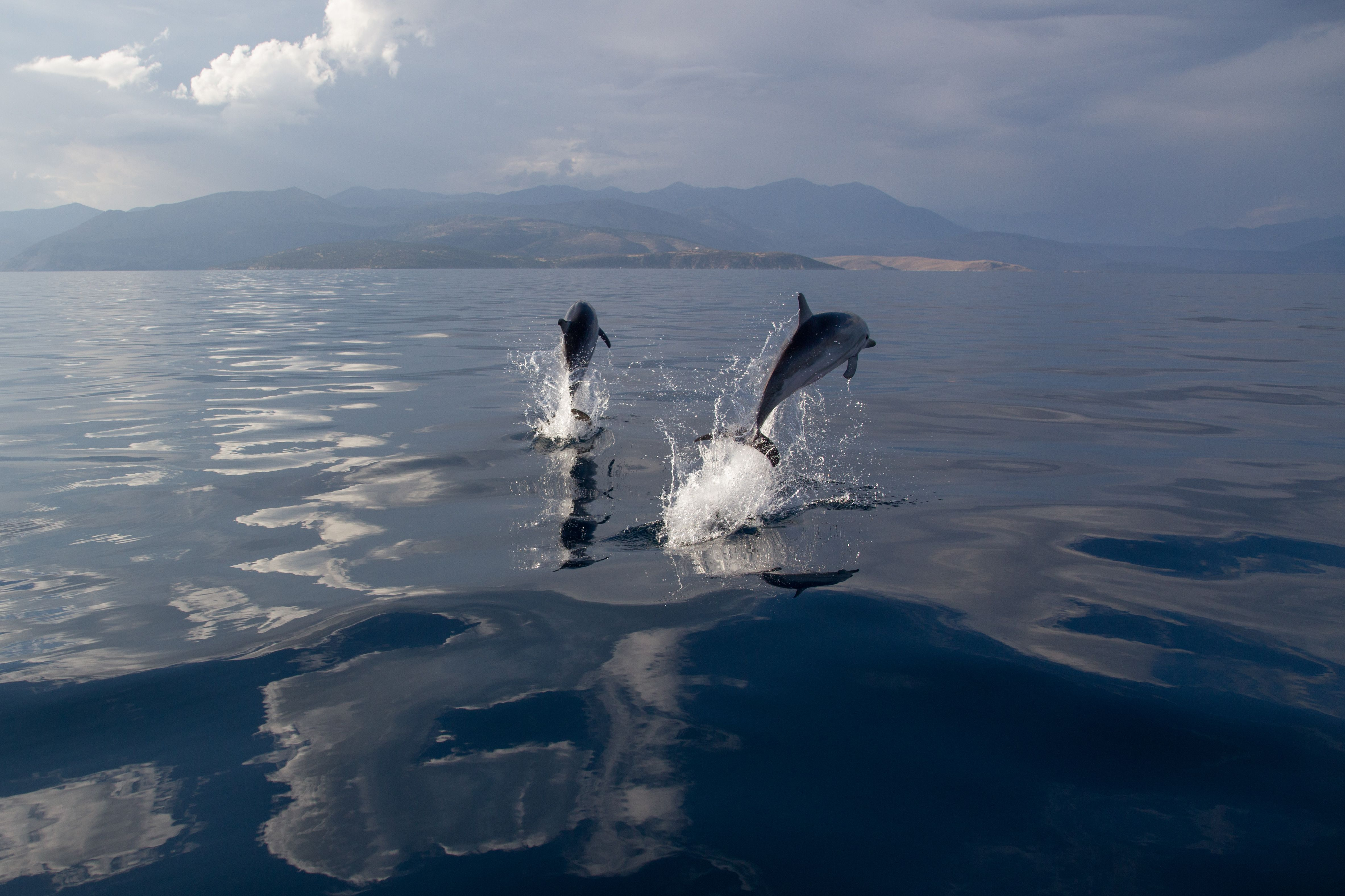

##### Dauphin commun à bec court (Delphinus delphis)

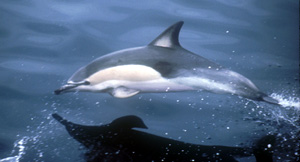
Dauphin commun à bec court (Delphinus delphis).

Le Dauphin commun à bec court (Delphinus delphis) est une petite espèce ne dépassant pas 2 m de long. Il se reconnaît à son motif latéral en sablier, avec une zone antérieure beige chamois presque jaune et une zone postérieure gris-bleuâtre ; le dos est gris sombre et le ventre clair. Le rostre est effilé, avec un melon étroit, et l'aileron dorsal est élevé. Il se rencontre en bandes d'effectif moyen (dix à cinquante individus), aussi bien au large qu'à proximité des côtes. Son régime alimentaire est varié et opportuniste, avec une préférence pour les petits poissons gras comme les anchois et les sardines. C'est un dauphin très sociable, qui apprécie la compagnie des bateaux, et notamment des voiliers.
Sa répartition est très inégale : il est rare dans le bassin occidental (quasiment absent des côtes françaises méditerranéennes,), et plus courant au sud et à l'est de la Méditerranée et notamment en Grèce ; il est particulièrement abondant en mer Noire, où il remplace le Dauphin bleu et blanc (sans doute du fait de l'absence relative de calmars) et est parfois considéré comme une sous-espèce (Delphinus delphis ponticus).

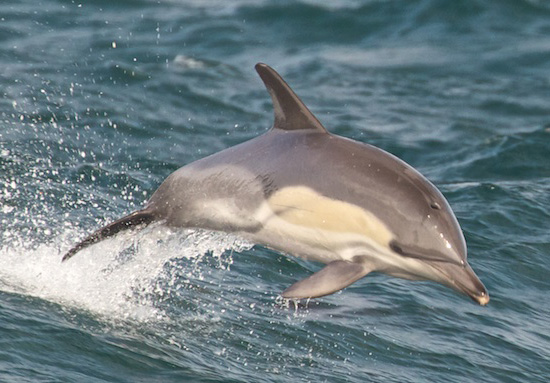
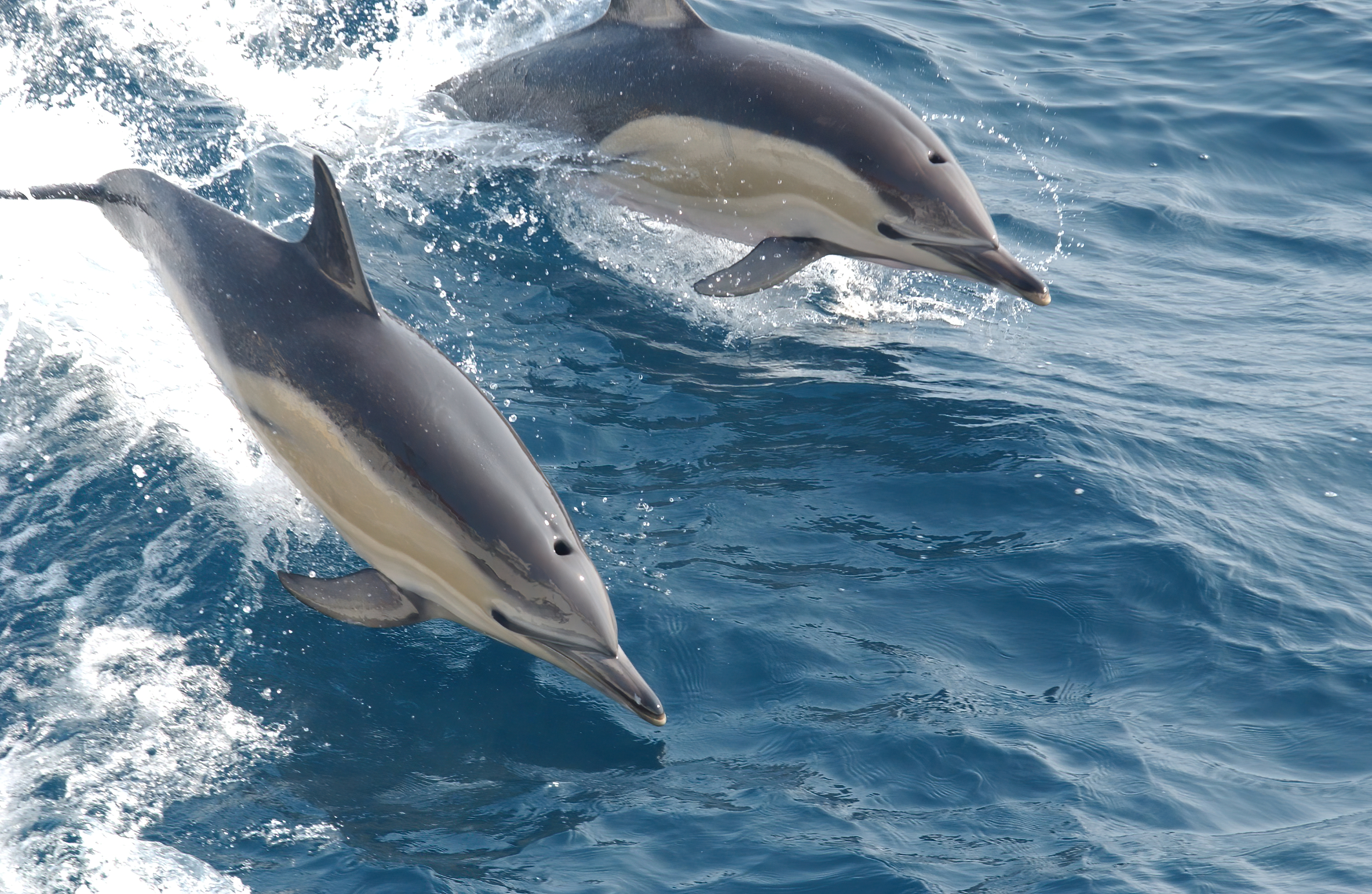
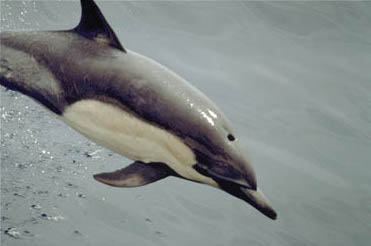
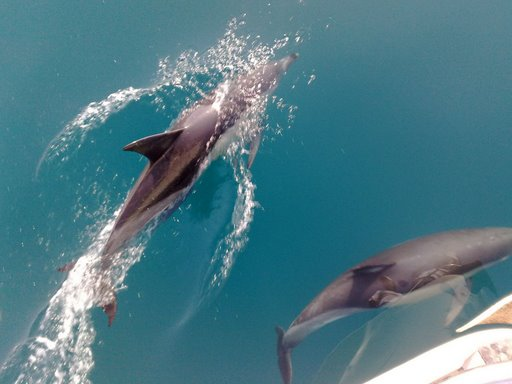

##### Grand Dauphin (Tursiops truncatus)

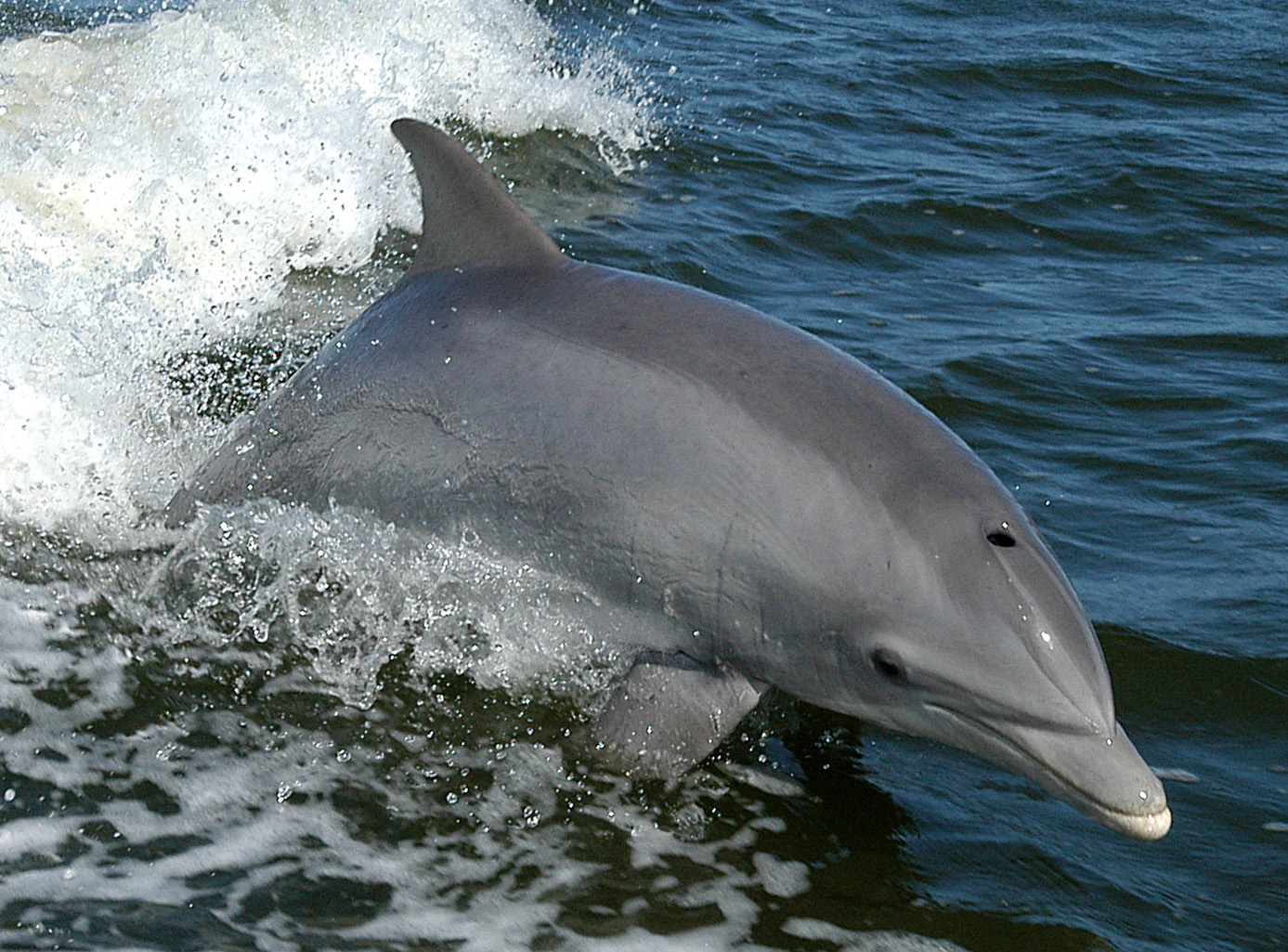
Grand Dauphin (Tursiops truncatus).

Le Grand Dauphin, ou Tursiops (Tursiops truncatus), est une espèce massive, pouvant atteindre 4 m pour 500 kg, de couleur grise presque uniforme et avec un rostre court. Il recherche sa nourriture principalement près du fond, ce qui le rend beaucoup plus côtier que les autres espèces, qui s'aventurent rarement à plus de 4 km du littoral : il est ainsi plus facilement observé.
Il vit en petites bandes de cinq à vingt-cinq individus, et se nourrit de poissons, parfois directement dans les filets. C'est sans doute le cétacé qui a le plus d'appétence pour les interactions avec les humains, et qui est donc le plus utilisé en delphinariums.
Bien que le Grand Dauphin soit l'espèce de cétacés la plus abondante en Méditerranée, sa population est en légère diminution. Il est présent le long des côtes de l'ensemble du bassin.

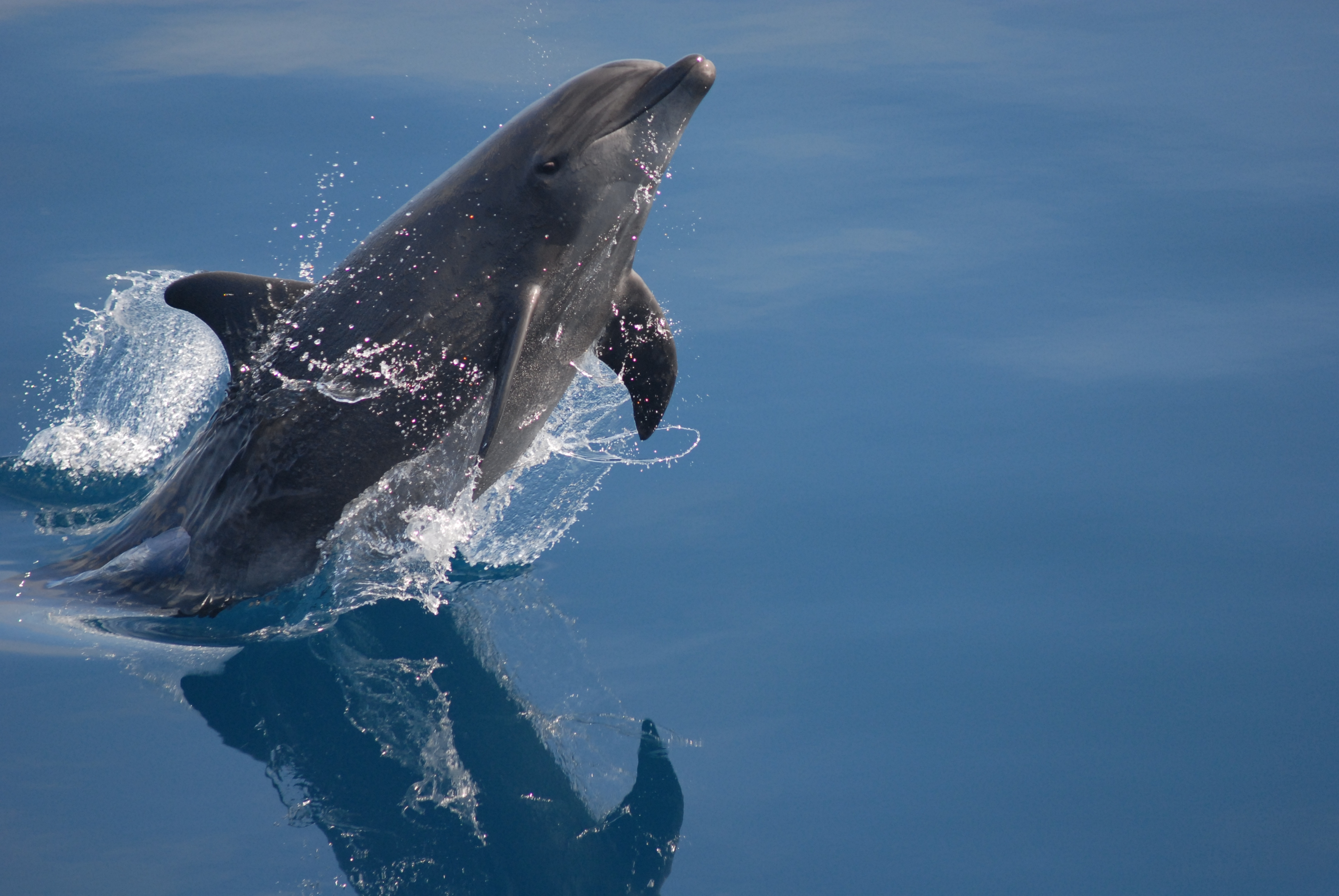
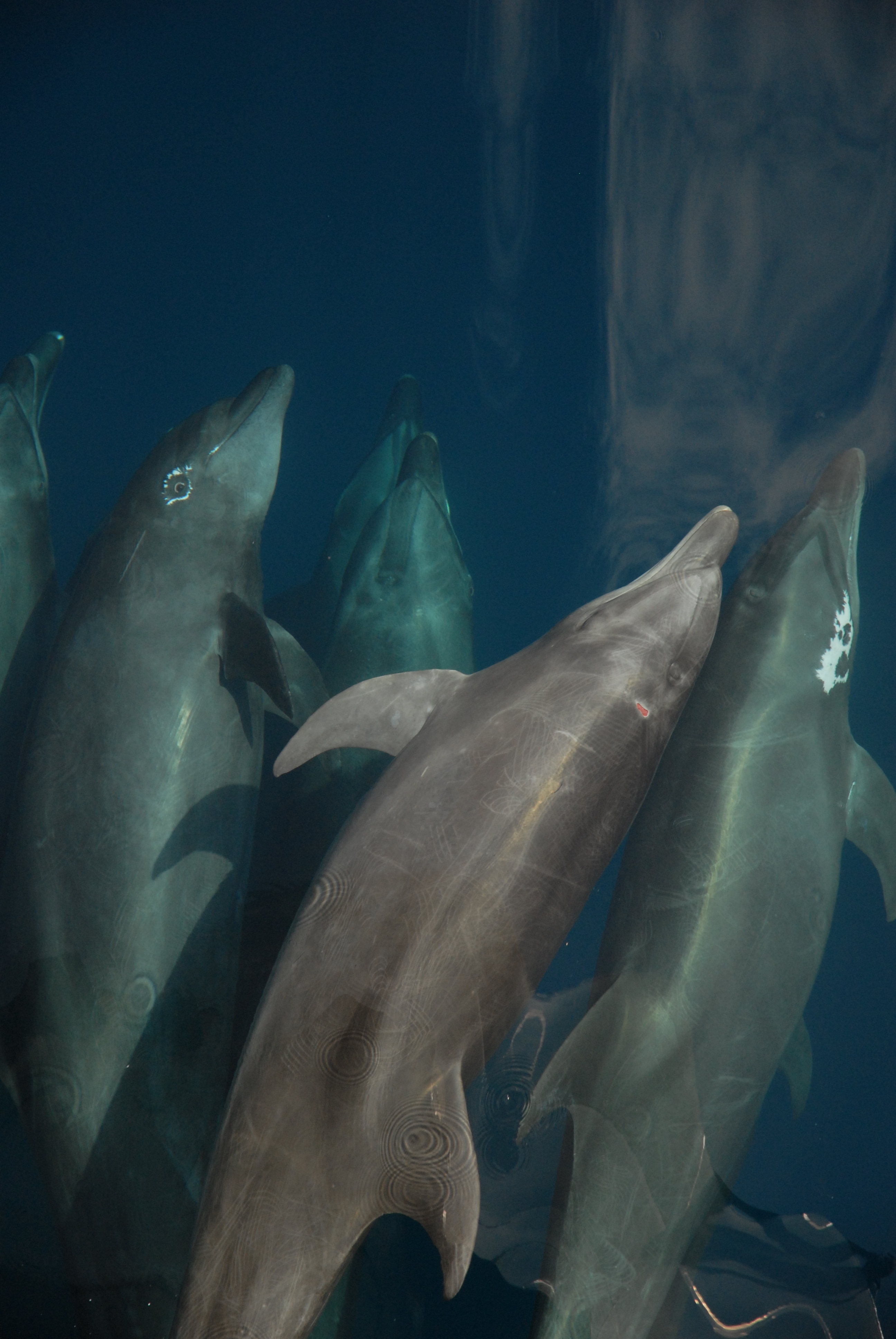
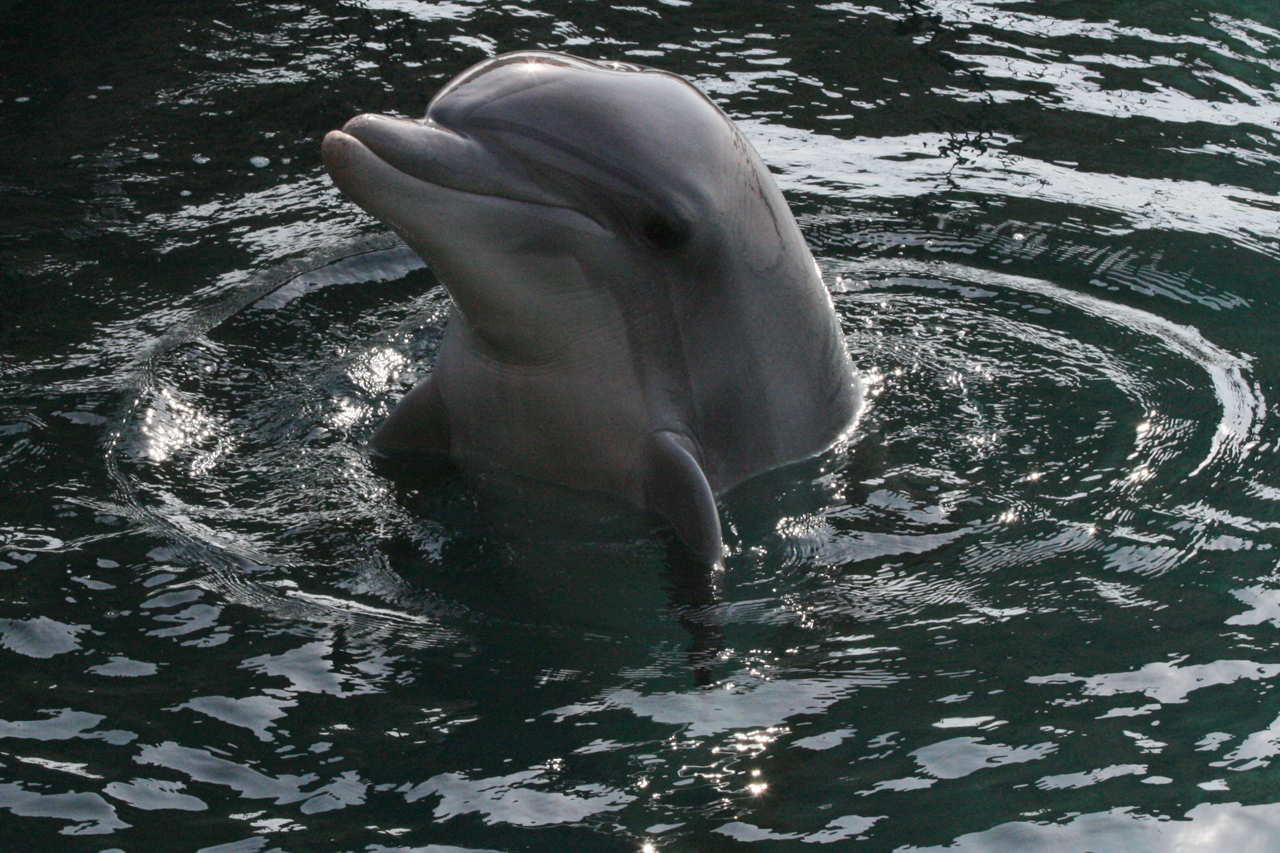
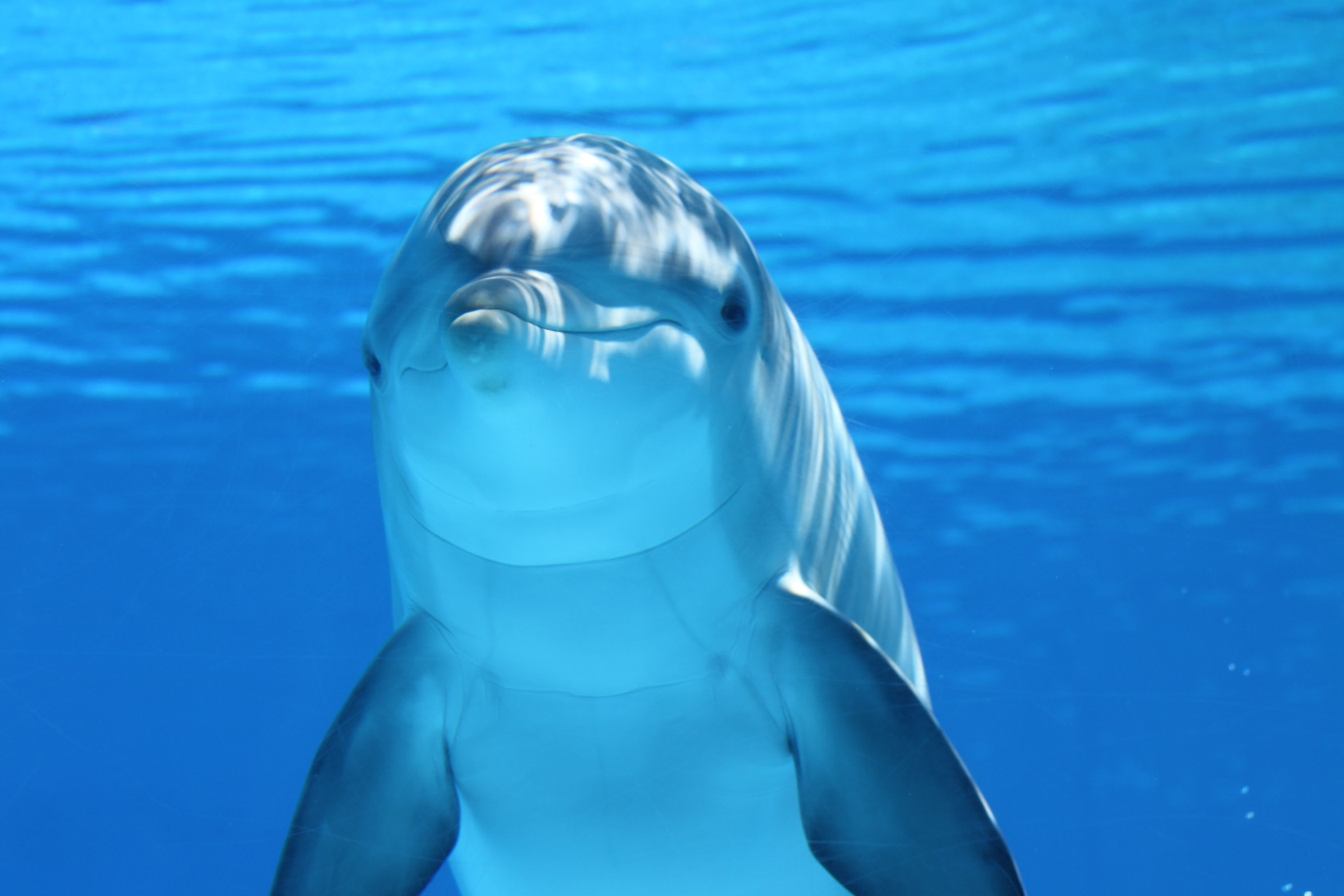

##### Dauphin de Risso (Grampus griseus)

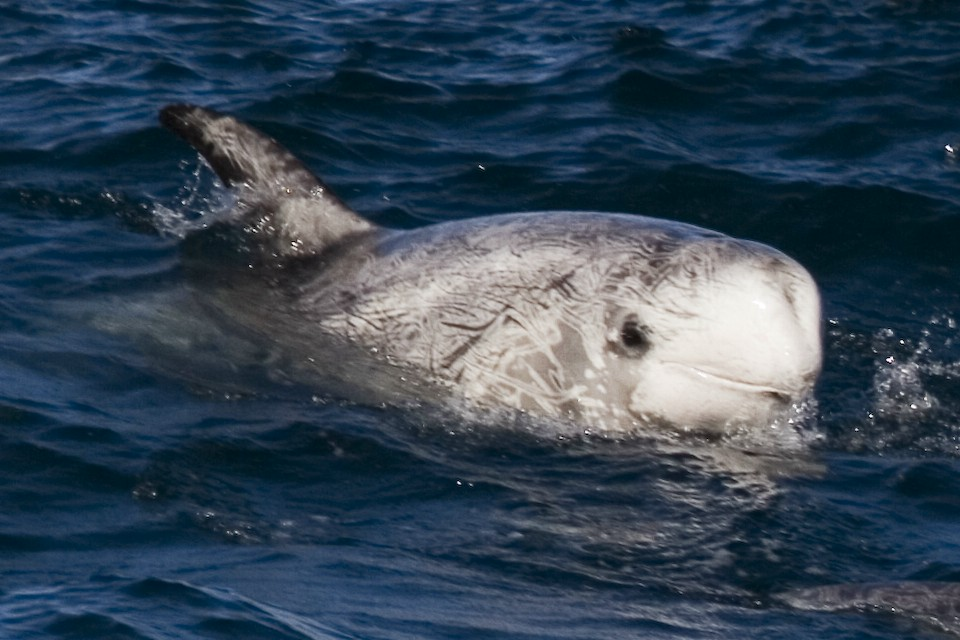
Dauphin de Risso (Grampus griseus).

Le Dauphin de Risso, ou Grampus (Grampus griseus), est une grosse espèce, atteignant 4 m pour 400 kg, caractérisée par un bec court, une tête arrondie et anguleuse, une dorsale haute (pouvant ressembler à celle d'une Orque) et surtout une peau sombre presque toujours striée de longues cicatrices claires, qui peuvent colorer entièrement en blanc les plus vieux individus (conséquence de leurs nombreux combats). Évoluant en groupes de quelques dizaines, ils plongent à la recherche de calmars. On les trouve cependant plutôt près des côtes, entre douze et vingt kilomètres, parfois moins.
Leur population en Méditerranée nord-occidentale est estimée à environ 3 000 à 5 000 individus. Ils sont surtout présents dans la moitié nord de la Méditerranée occidentale et dépassent peu la Grèce, même si on les signale parfois jusqu'en Turquie.

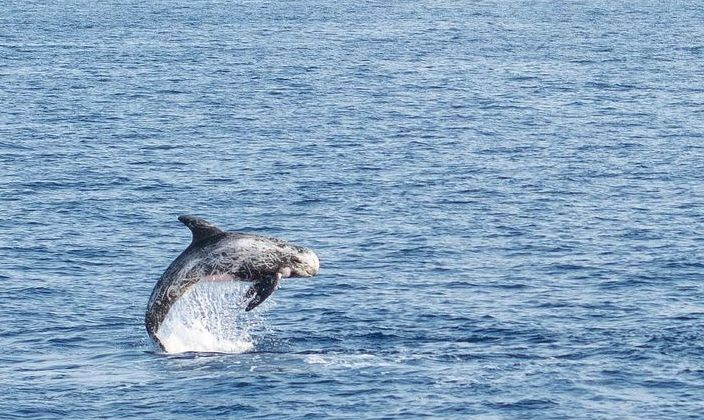
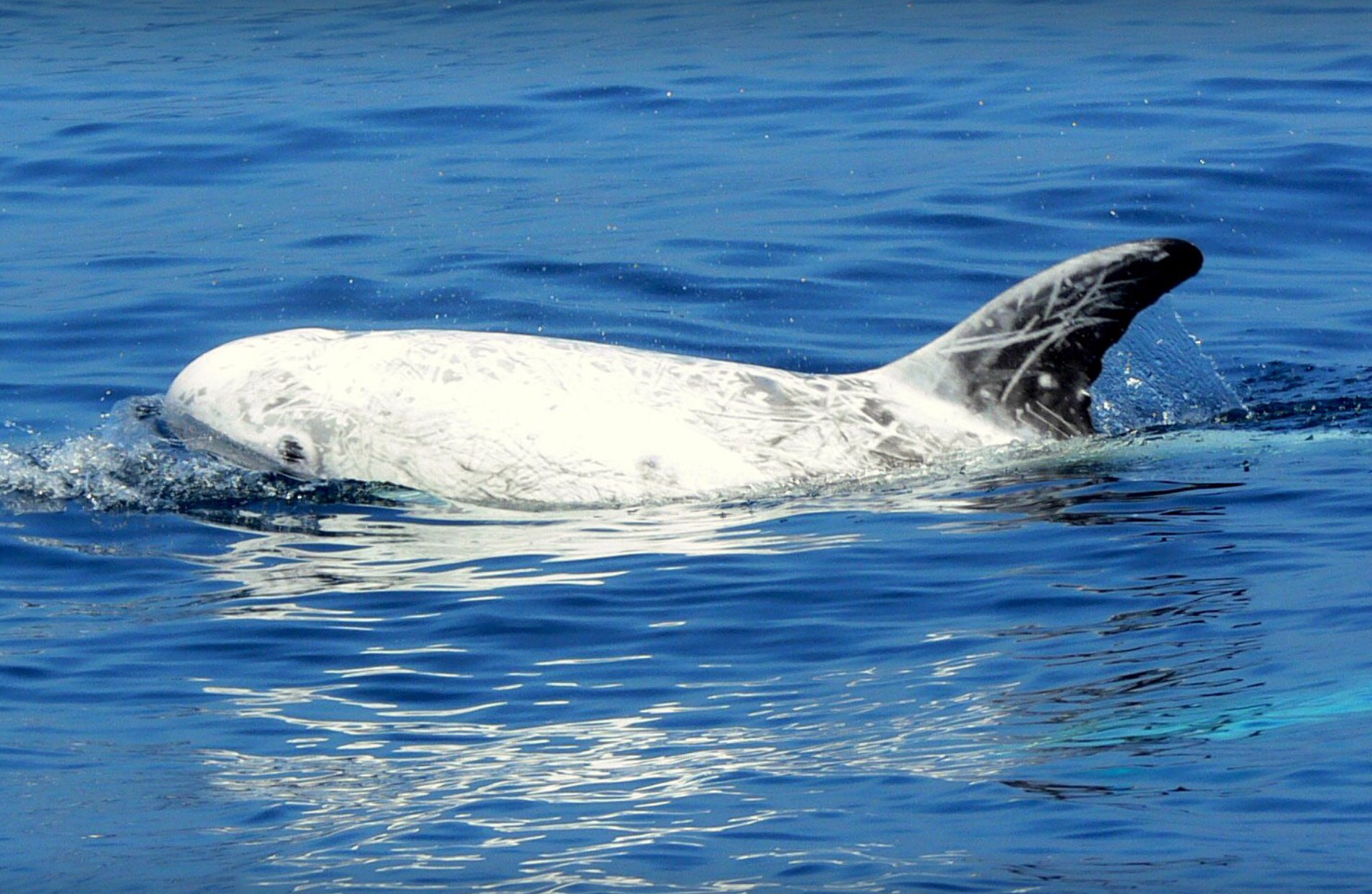
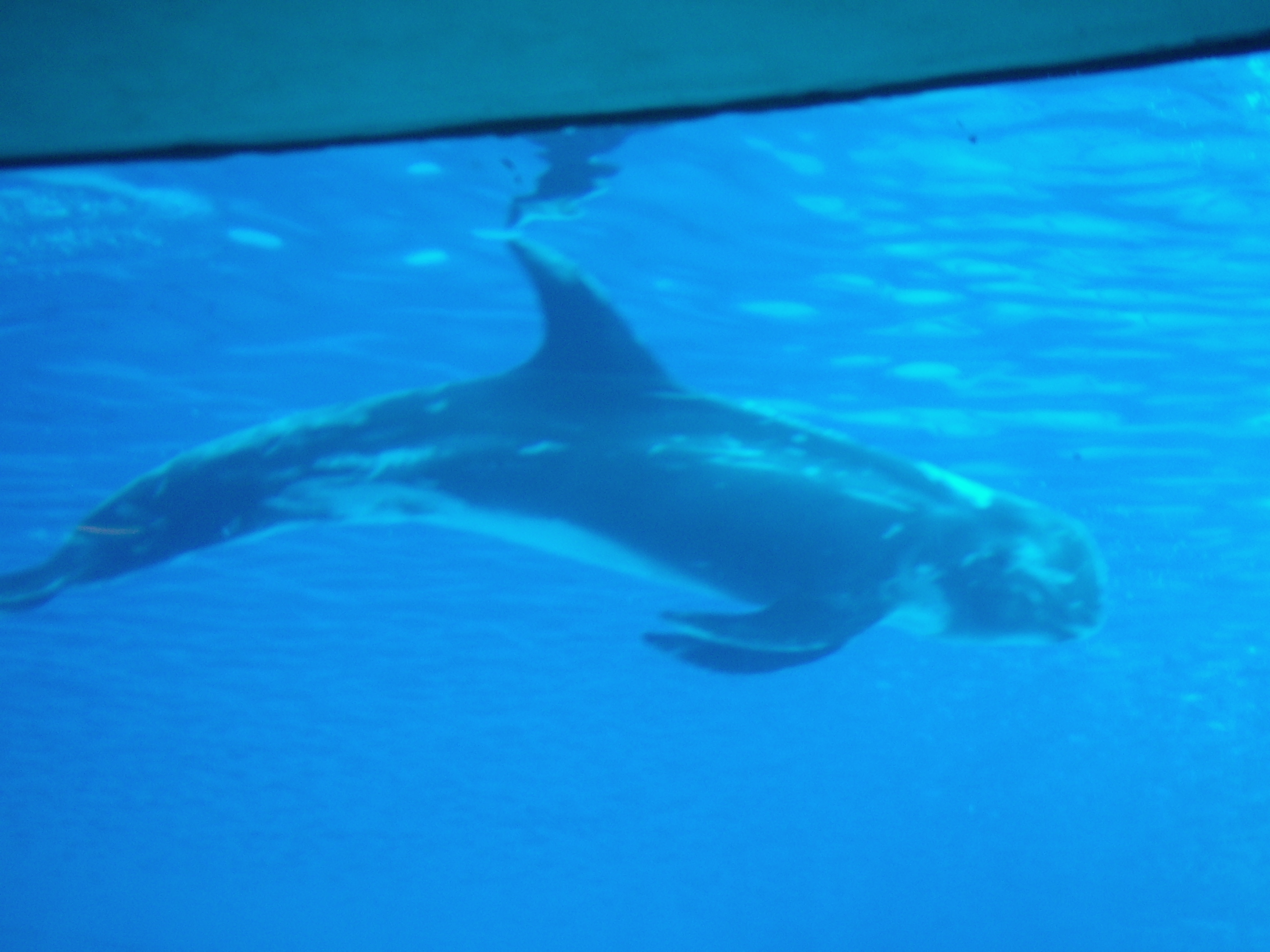
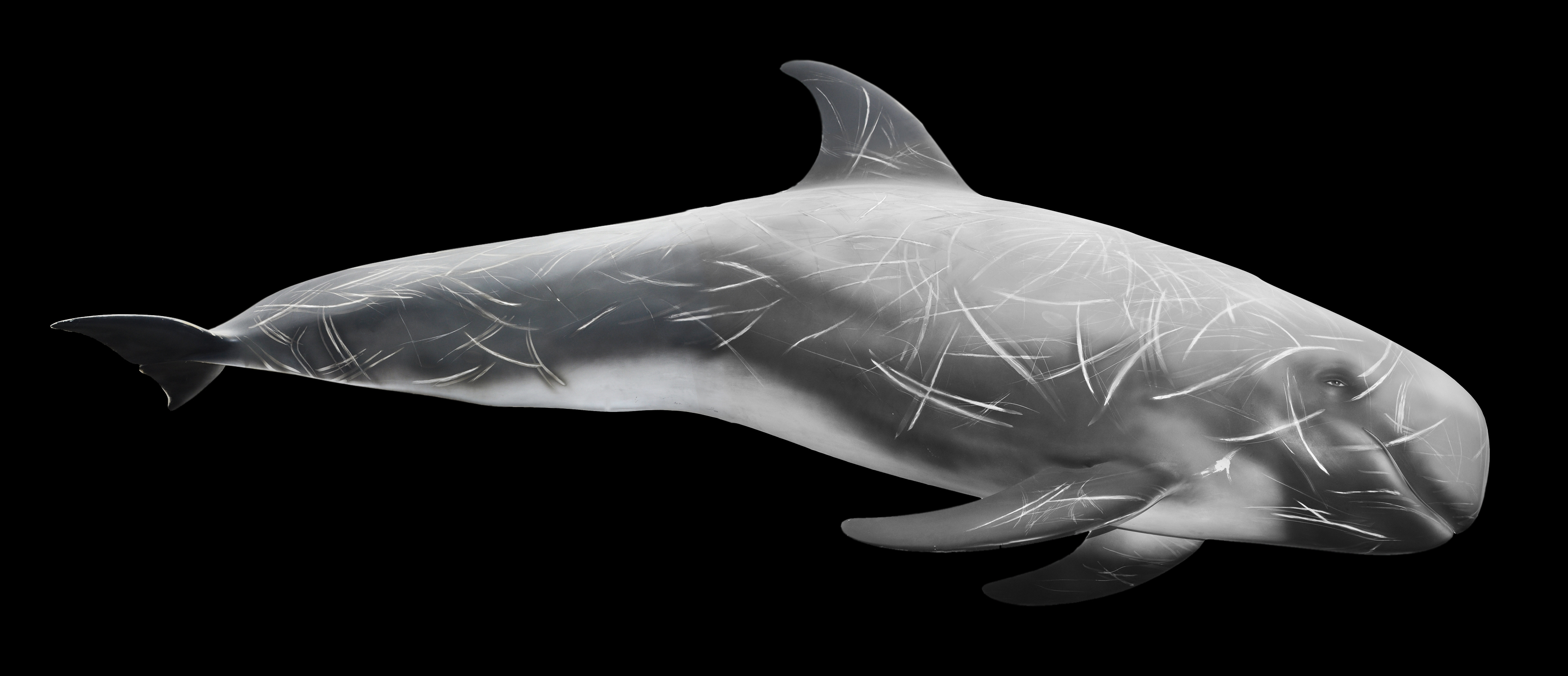

##### Globicéphale noir (Globicephala melas)

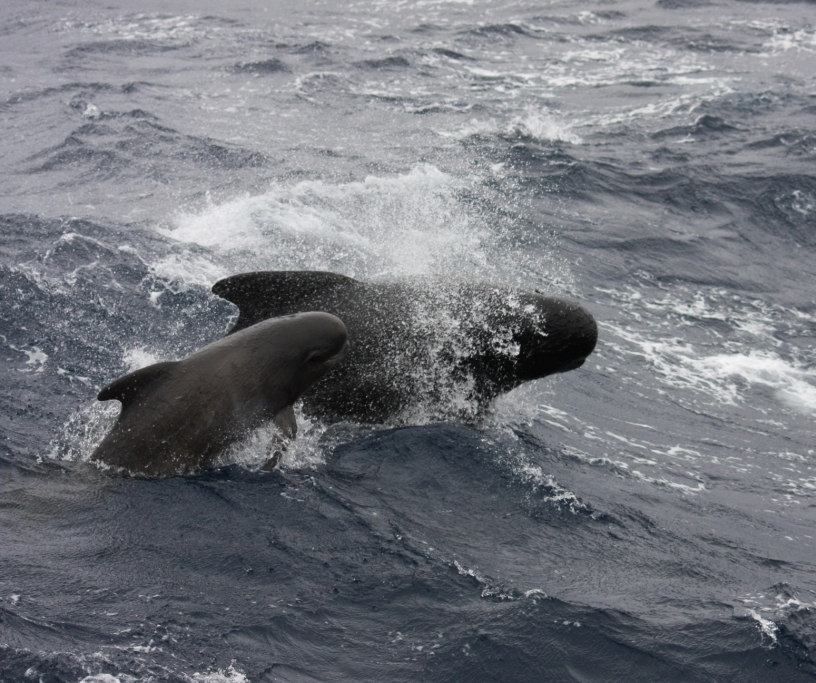
Globicéphale noir (Globicephala melas).

Le Globicéphale noir (Globicephala melas) est un très grand dauphin, mesurant cinq à six mètres de long pour une à trois tonnes. C'est un dauphin entièrement noir (à part un plastron ventral blanc), avec une tête ronde presque sans bec différencié et une dorsale courte et arquée vers l'arrière. Il vit en groupes de plusieurs dizaines d'individus, généralement très au large, où il plonge en profondeur à la recherche de calmars.
Ce dauphin est présent essentiellement en mer d'Alboran et en Méditerranée nord-occidentale,,,, où sa population est estimée à environ 3 000 à 5 000 individus.
L'autre espèce de globicéphale, le Globicéphale tropical (G. macrorhynchus), semble avoir été observée au moins une fois en Méditerranée, sans doute un groupe égaré.

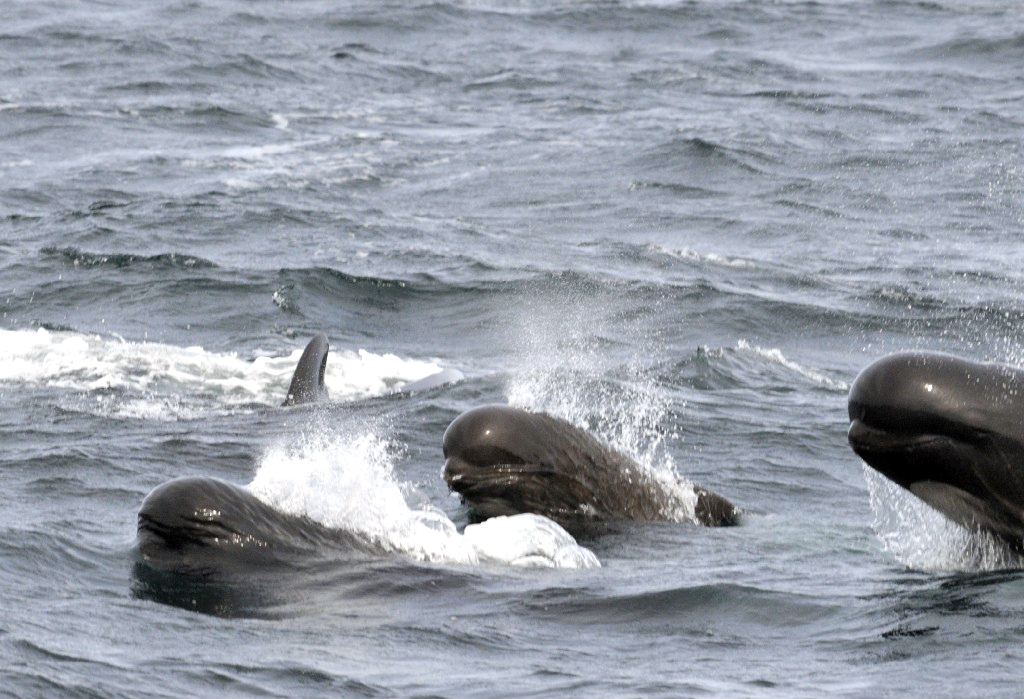
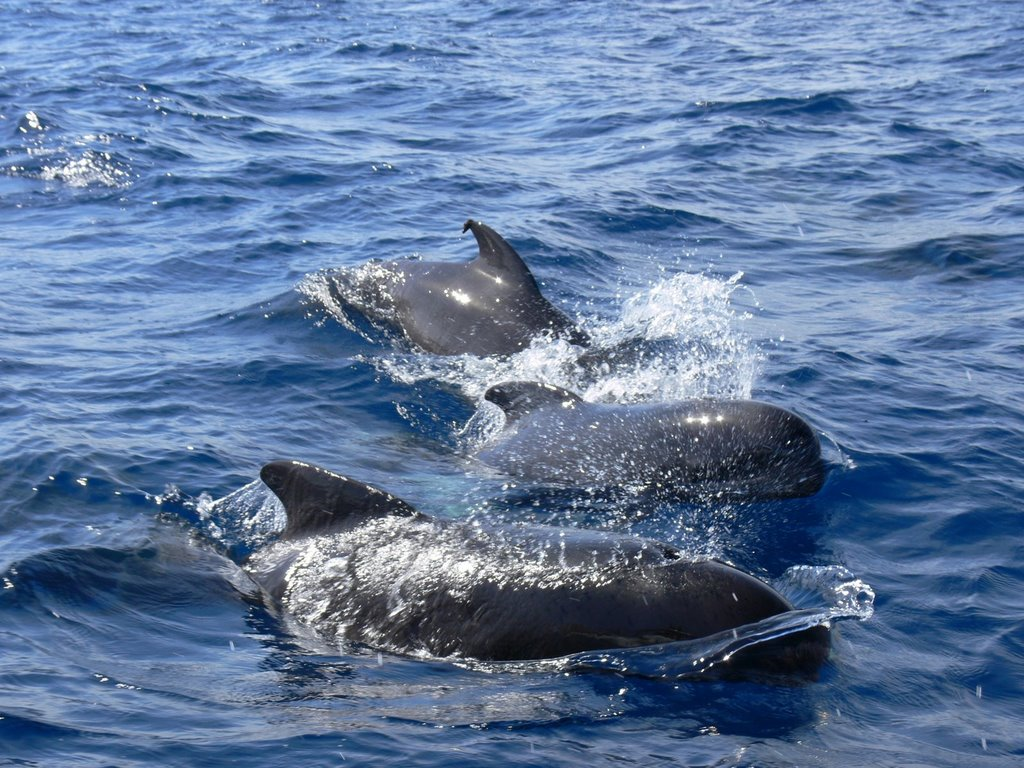
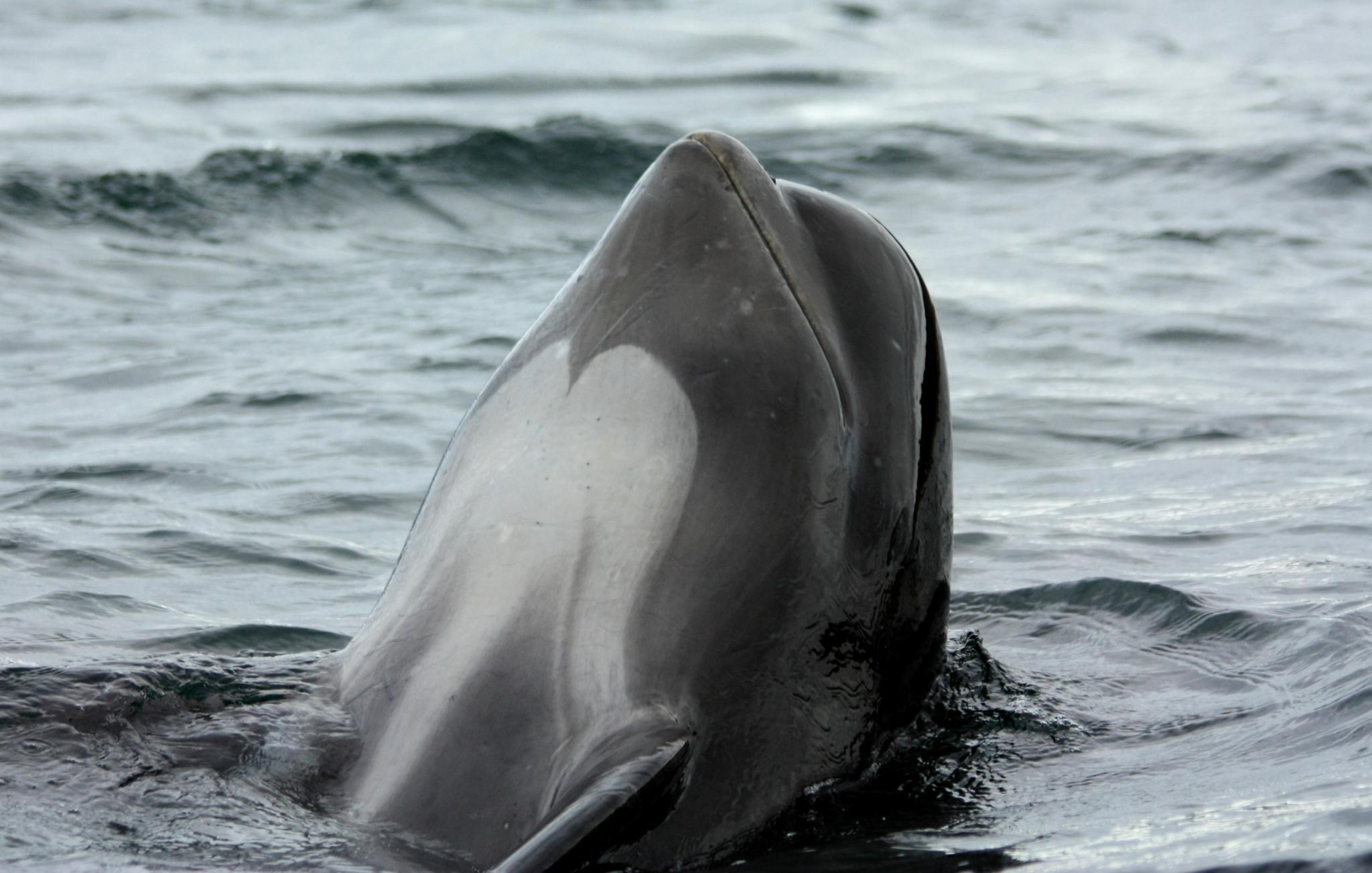
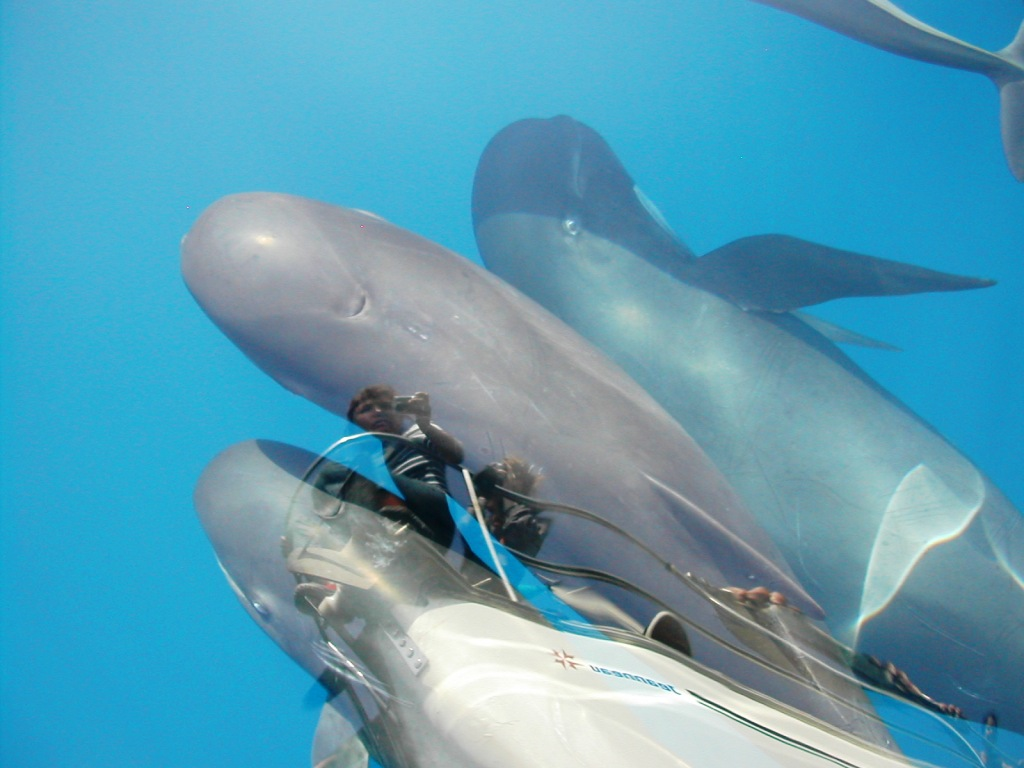

##### Orque (Orcinus orca)

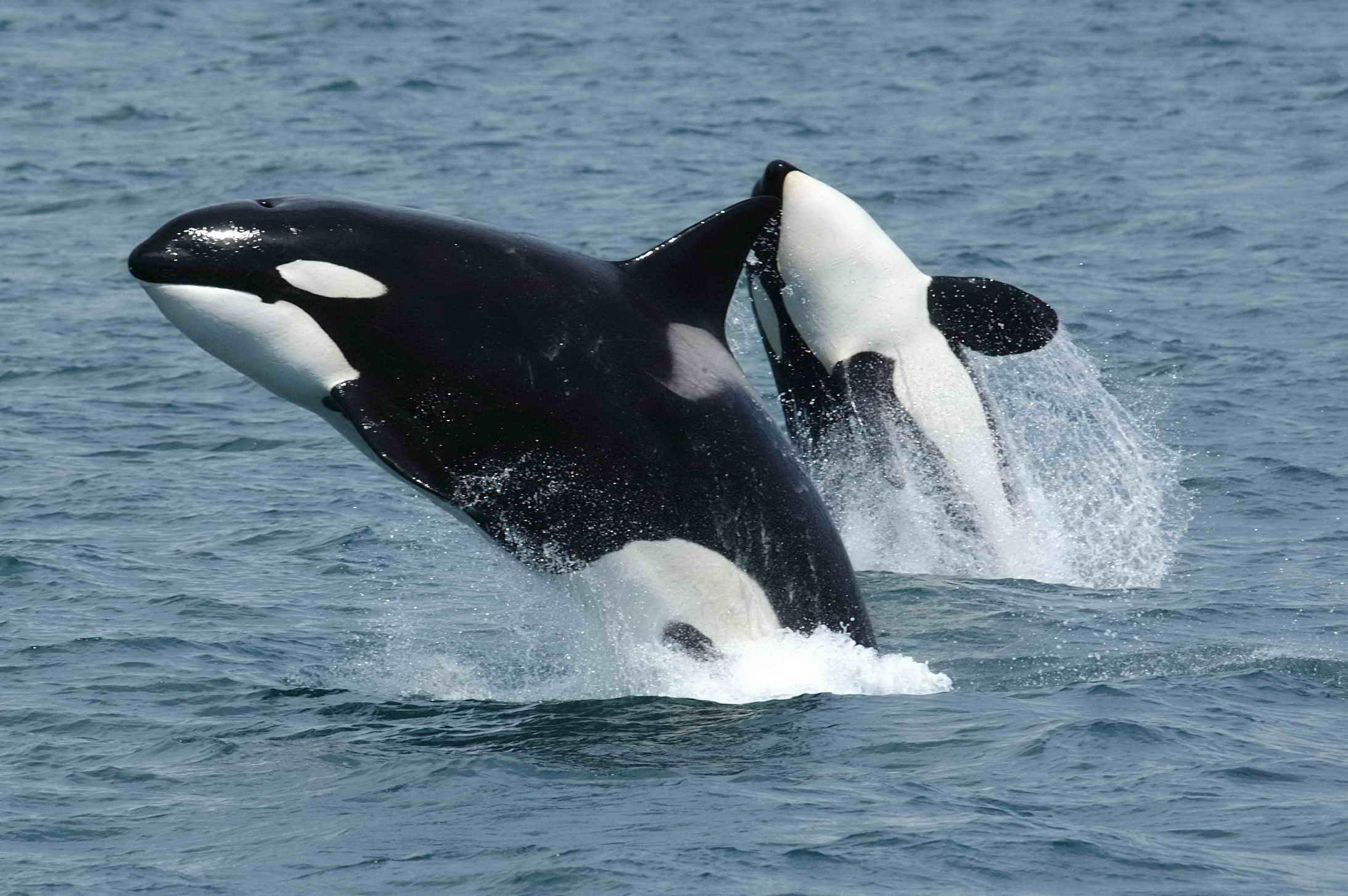
Orques (Orcinus orca).

L'Orque, ou Épaulard (Orcinus orca), est la plus grande espèce de delphinidés, facilement reconnaissable à sa taille pouvant dépasser 8 m de long pour neuf tonnes et à sa robe noire et blanche.
Cette espèce, de répartition cosmopolite, entreprend de vastes migrations plus ou moins régulières. Cependant elle reste très rare en Méditerranée : la seule population à peu près résidente se trouve vers le détroit de Gibraltar, et les incursions jusqu'en France sont rarissimes, même s'il existe au moins un signalement au Liban.

##### Fausse Orque (Pseudorca crassidens)
La Fausse Orque, ou Pseudorque (Pseudorca crassidens), est la 3e plus grande espèce de la famille des delphinidés, avec une longueur atteignant six mètres, une robe noire et une tête arrondie qui peuvent rappeler les globicéphales, mais un corps plus allongé, une tête presque sans melon et une plus grande bouche. Le comportement est également plus énergique.
En Méditerranée, cette espèce semble représentée seulement par une petite population dans le bassin oriental, très rarement observée et sur laquelle on ne sait pas grand-chose. Quelques observations isolées ont cependant lieu dans le bassin occidental, mais il reste difficile de déterminer s'il s'agit d'une population résidente ou de visiteurs temporaires de l'Atlantique.
La Fausse Orque est classée « quasi menacée » sur la liste rouge de l'UICN.

##### Dauphin à bec étroit (Steno bredanensis)

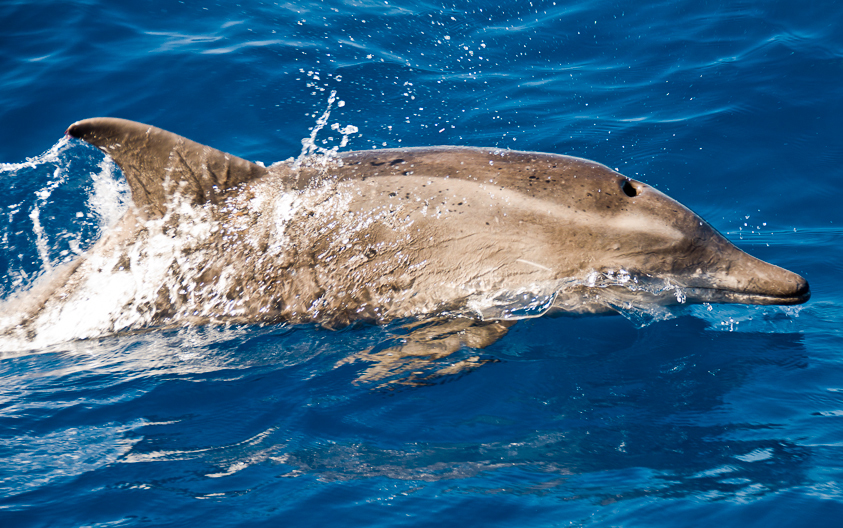
Dauphin à bec étroit (Steno bredanensis).

Le Dauphin à bec étroit, ou Sténo (Steno bredanensis), petite espèce grise caractérisée par son front droit sans melon, est rarissime en Méditerranée. Il est représenté seulement par une petite population dans le bassin oriental (et peut-être une autre en Méditerranée centrale), très rarement observée et sur laquelle on ne sait pas grand-chose,, mais qui pourrait être en augmentation. Quelques signalements sporadiques ont toutefois lieu dans l'ensemble du bassin,.

##### Dauphin tacheté de l'Atlantique (Stenella frontalis)
Le Dauphin tacheté de l'Atlantique (Stenella frontalis), petite espèce plutôt tropicale à la robe sombre tachée de gris clair, est signalé en Méditerranée mais de manière exceptionnelle, et aucune population résidente n'a été identifiée avec certitude. L'ACCOBAMS considère cependant ces signalements comme douteux.

#### PhyseteridaeetKogiidae(cachalots)

##### Grand Cachalot (Physeter macrocephalus)

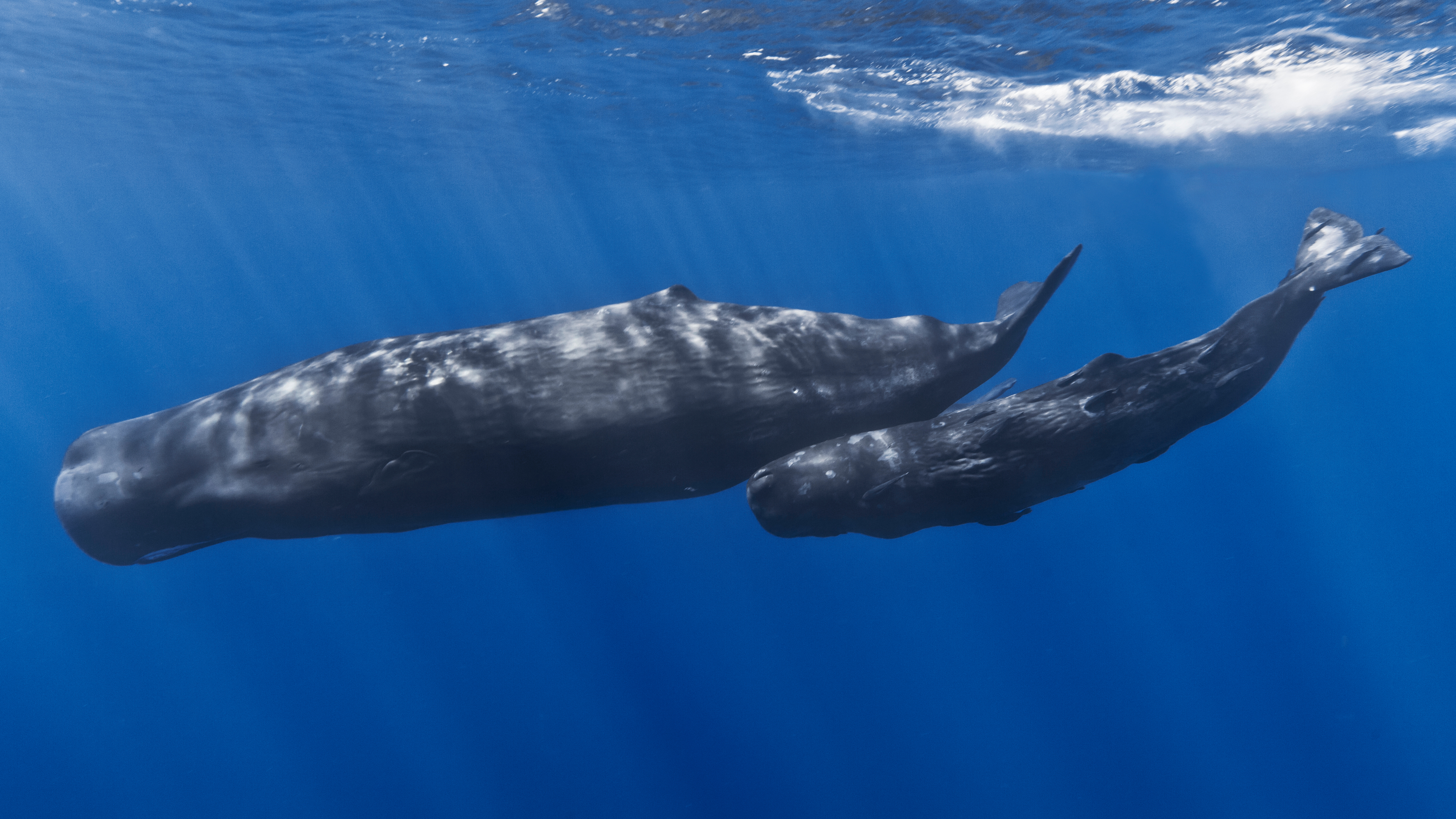
Grand Cachalot (Physeter macrocephalus), mère et petit.

Le Grand Cachalot (Physeter macrocephalus) est le plus grand des odontocètes, pouvant mesurer dix-huit mètres de long pour un poids de quarante tonnes (nettement moins pour les femelles). Reconnaissable à sa taille, sa silhouette angulaire et son petit aileron dorsal pyramidal, c'est également le plus grand prédateur carnivore de notre temps, qui se nourrit notamment de grands calmars abyssaux qu'il va pêcher jusqu'à des profondeurs de 2 000 m après des sondes verticales très caractéristiques, la queue droite et entièrement sortie de l'eau.
On le rencontre isolé ou en groupes de deux à vingt individus (souvent moins de cinq), généralement au large ou au-dessus du talus continental.
L'espèce est signalée dans toute la Méditerranée, à l'exclusion de la mer Noire, et est rare en Adriatique et dans le bassin Levantin,. La population est estimée à un millier d'individus dans le bassin occidental, et autour de 800 en Méditerranée orientale.
Le Grand Cachalot est classé « vulnérable » sur la liste rouge de l'UICN.

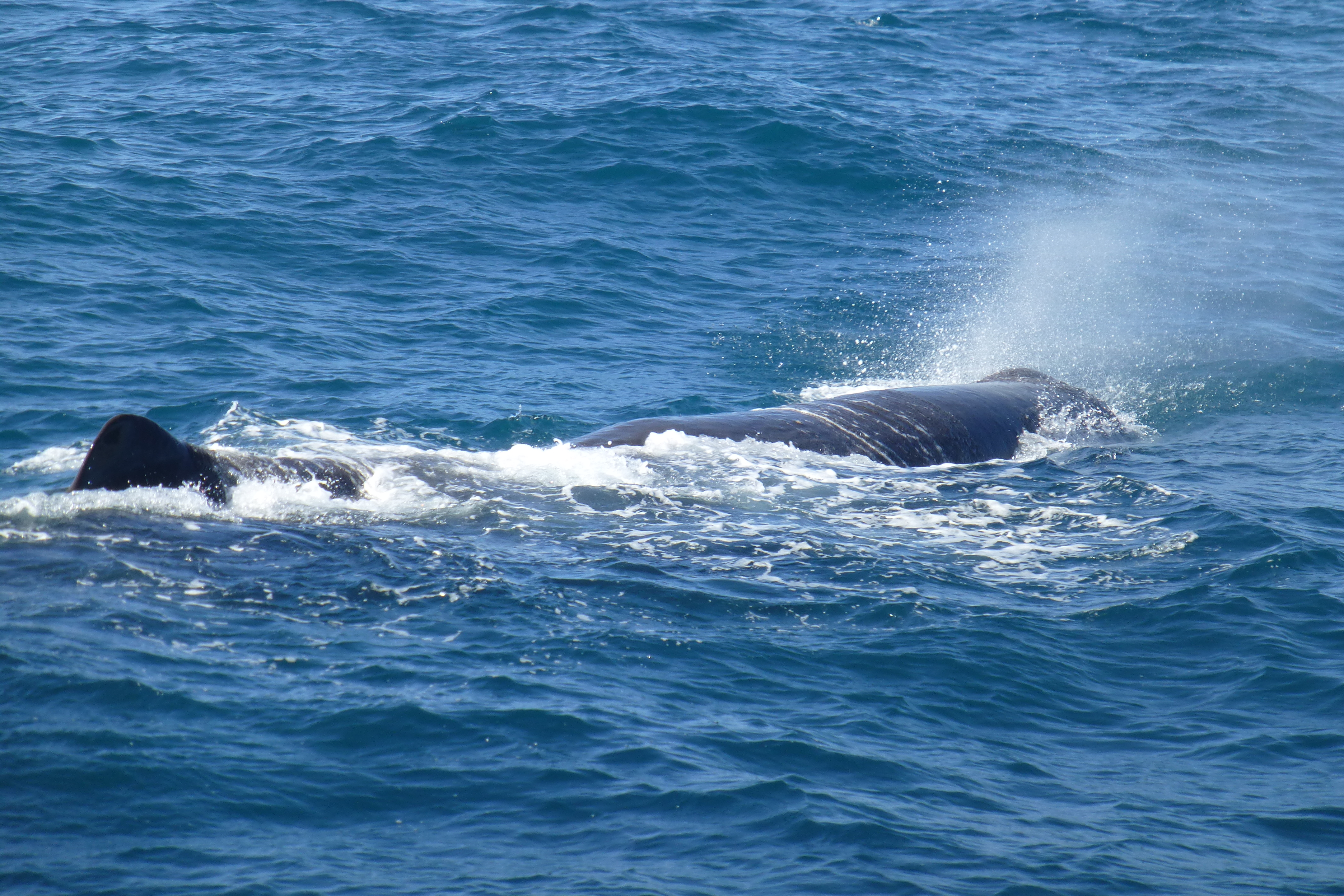
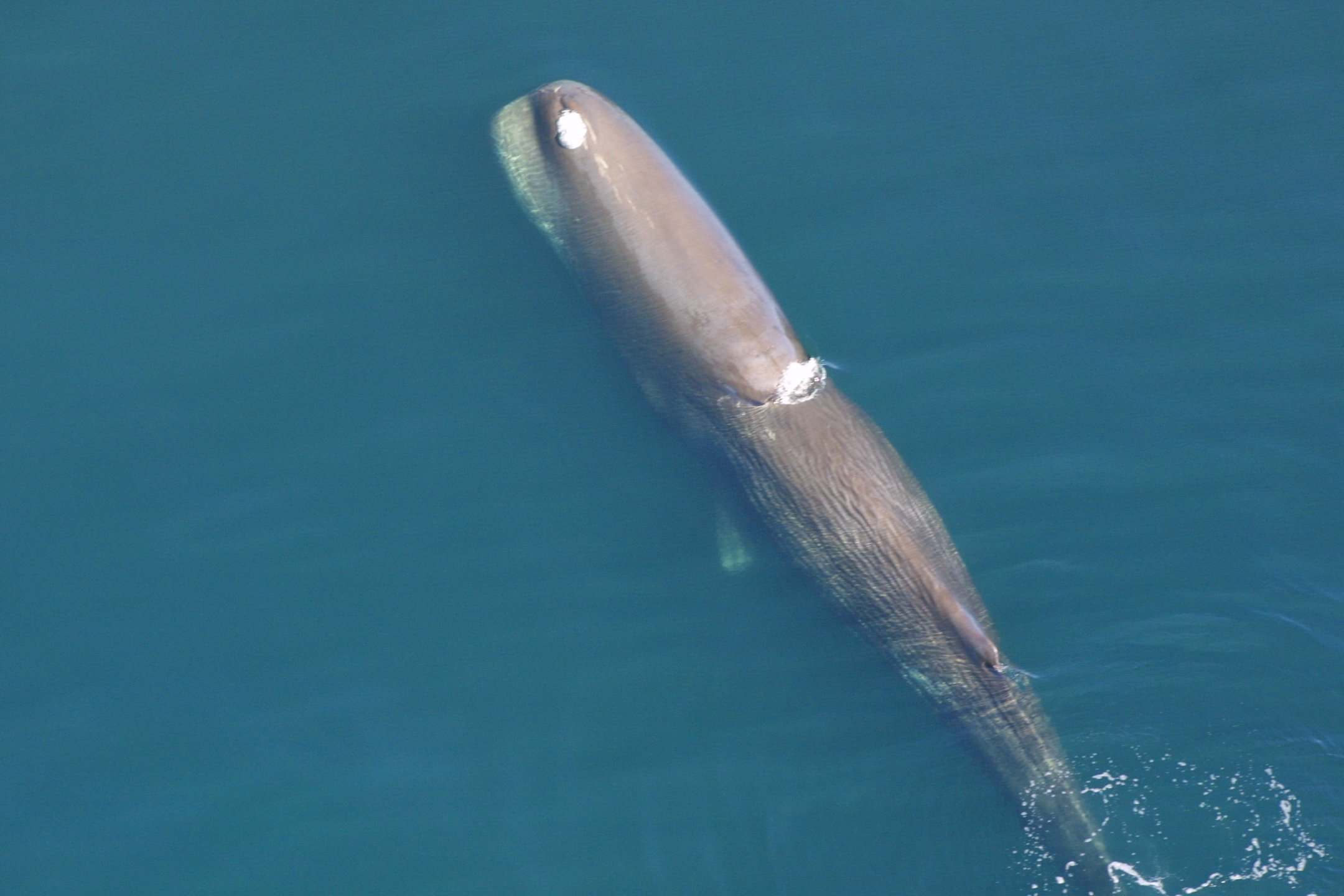
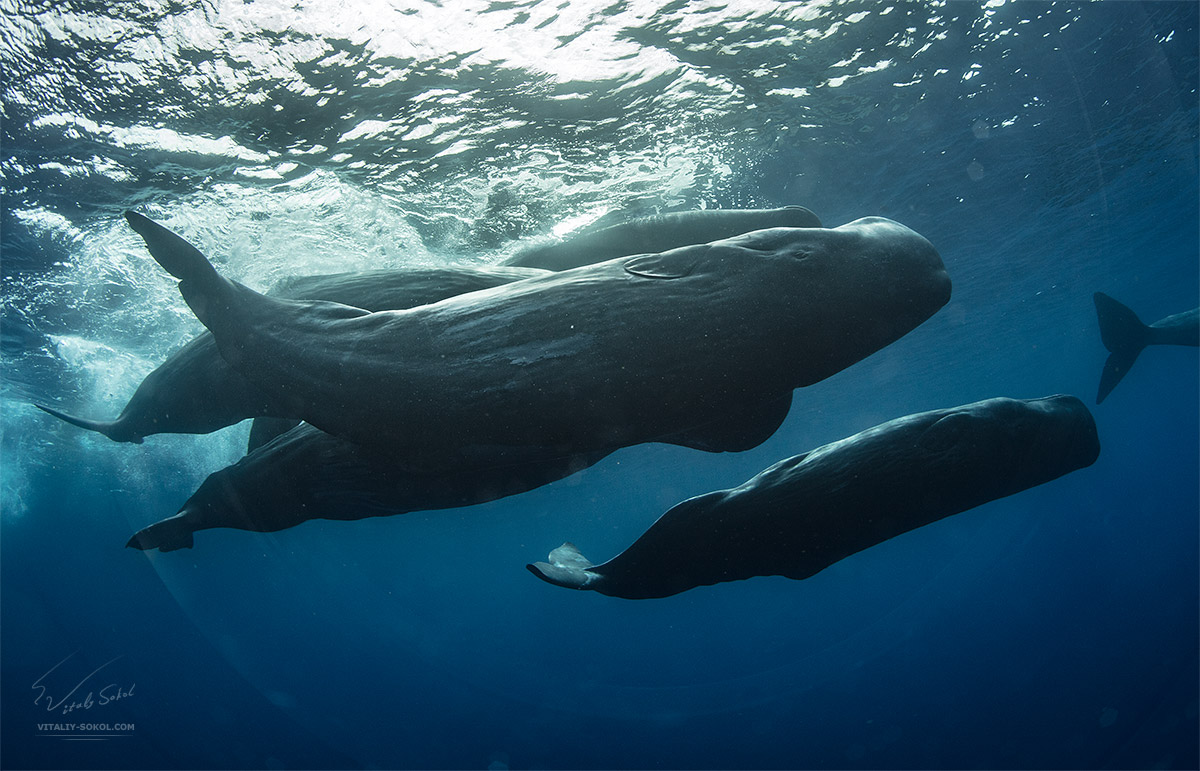
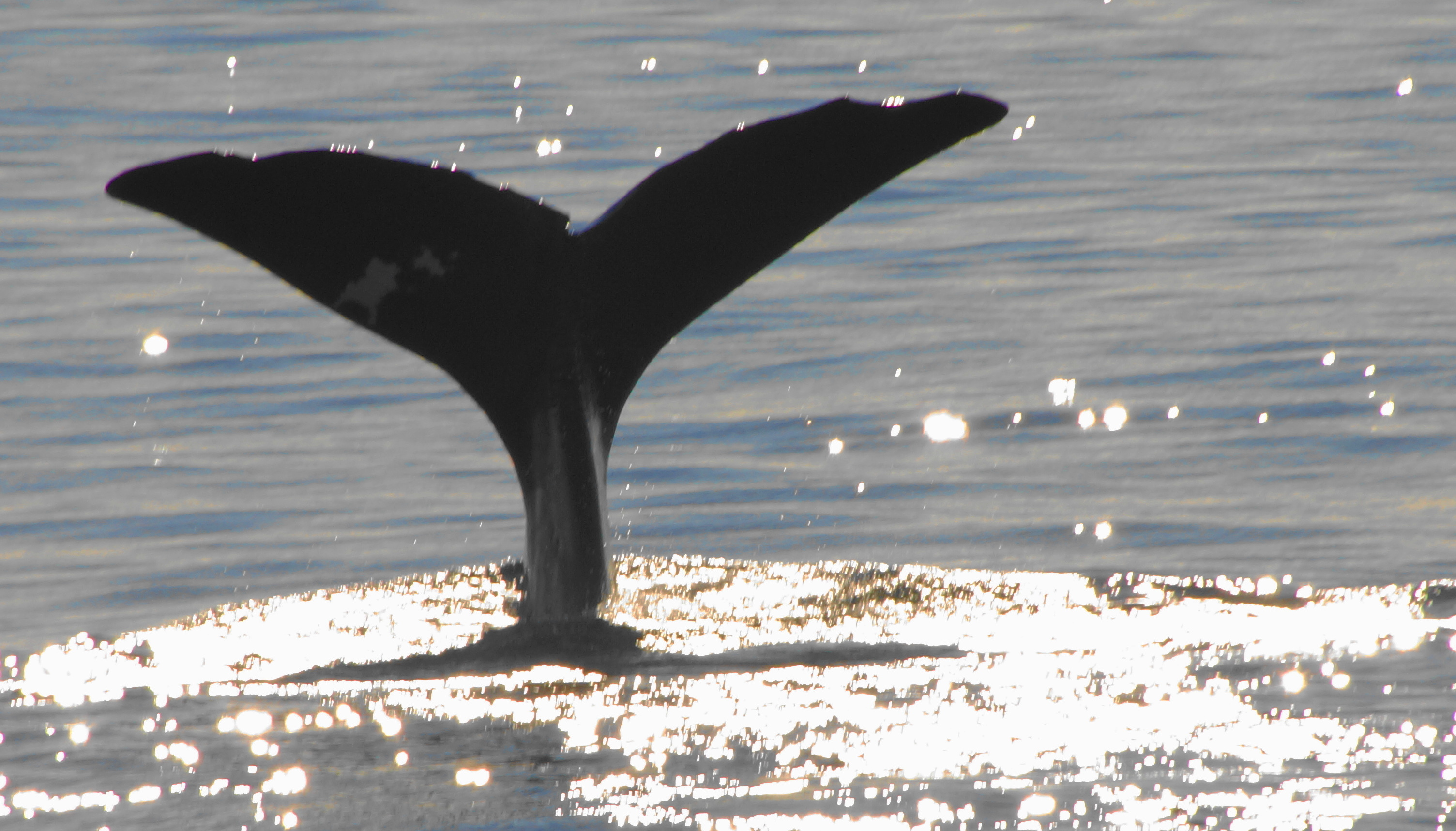

##### Cachalot nain (Kogia sima)
Le Cachalot nain (Kogia sima), comme son proche parent le Cachalot pygmée (K. breviceps), est une assez petite espèce (2,7 m maximum) d'allure potelée, discrète et de répartition essentiellement tropicales.
Il est signalé en Méditerranée (essentiellement sur la base de quatre spécimens échoués au Maroc et en Italie,), mais considéré comme extrêmement rare.

#### Ziphiidae(baleines à bec)

##### Baleine à bec de Cuvier (Ziphius cavirostris)

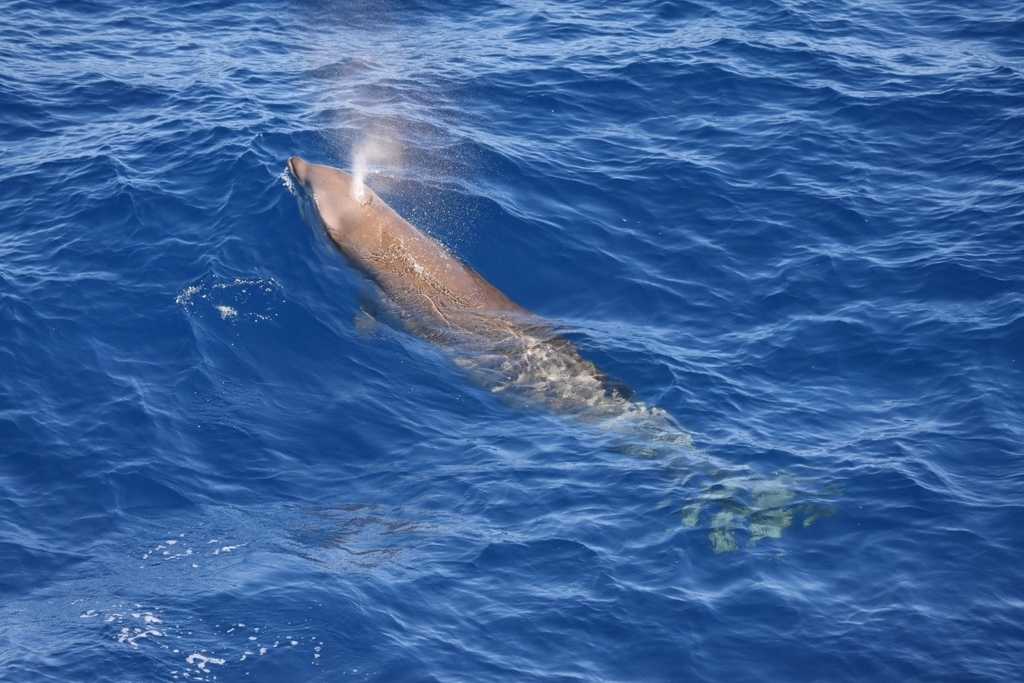
Souffle de Baleine à bec de Cuvier (Ziphius cavirostris).

La Baleine à bec de Cuvier, ou Ziphius (Ziphius cavirostris), est une grande espèce de baleines à bec, pouvant mesurer sept mètres de long pour sept tonnes, et pourvue d'un bec pointu et assez court (surtout comparé à celui des mésoplodons), d'où dépassent deux dents proéminentes chez les mâles. Cette espèce se rencontre seule ou en petits groupes (deux à quatre individus), sur le talus continental ou encore plus au large, dans la majeure partie du bassin méditerranéen. C'est le ziphiidé le plus répandu mondialement, et le seul fréquent en Méditerranée.
C'est le mammifère pouvant plonger le plus profondément et le plus longtemps avec un record observé à 2 992 m de profondeur et 3 h 42 d'apnée.
Cette espèce apprécie donc les eaux profondes, et est par conséquent plus rare dans les zones peu profondes comme l'Adriatique, et absente de la mer Noire. Les populations les plus importantes semblent se trouver en mer d'Alboran, en mer de Ligurie, à l'est de la Sardaigne, le long des fosses sous-marines du sud de la Grèce et au large du Moyen-Orient.

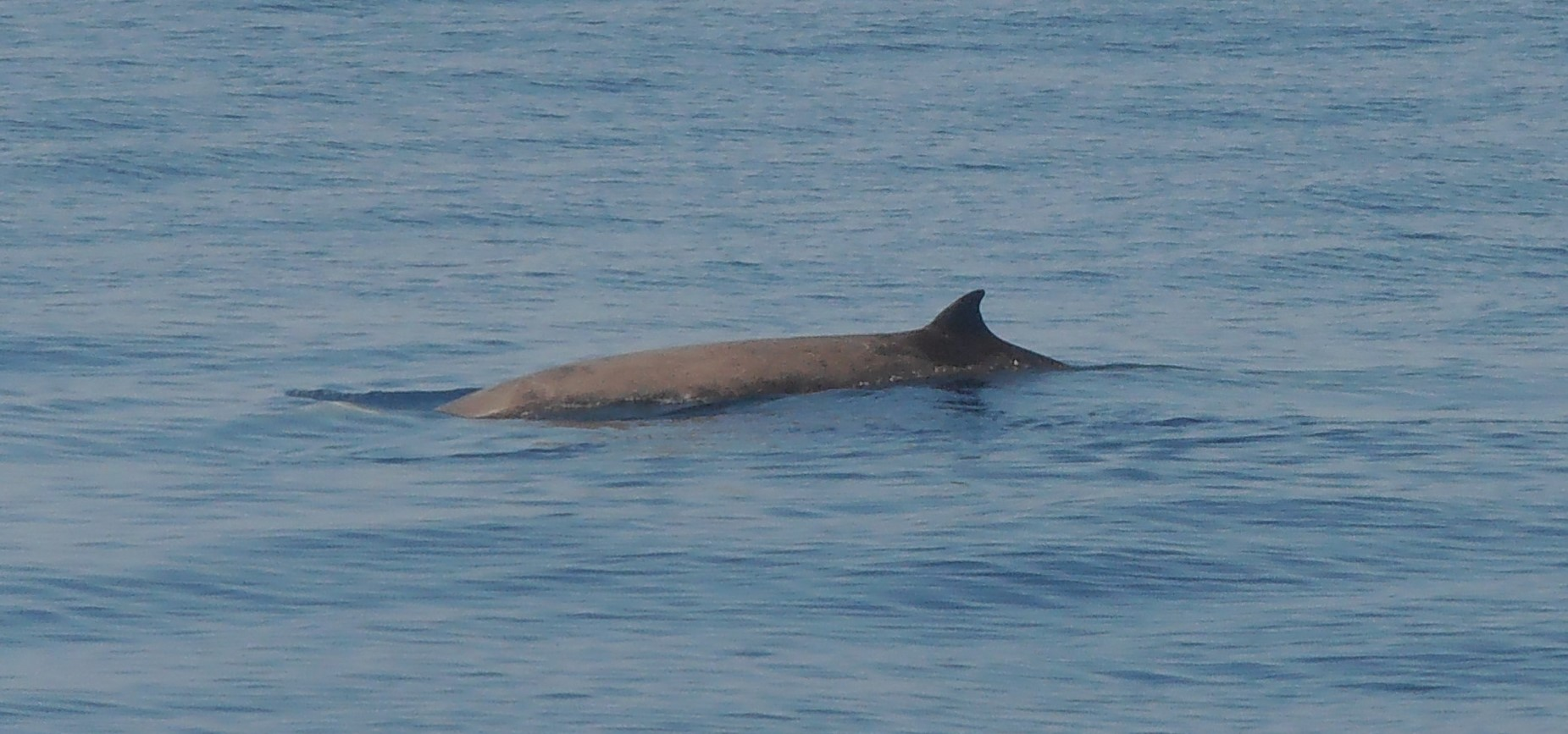
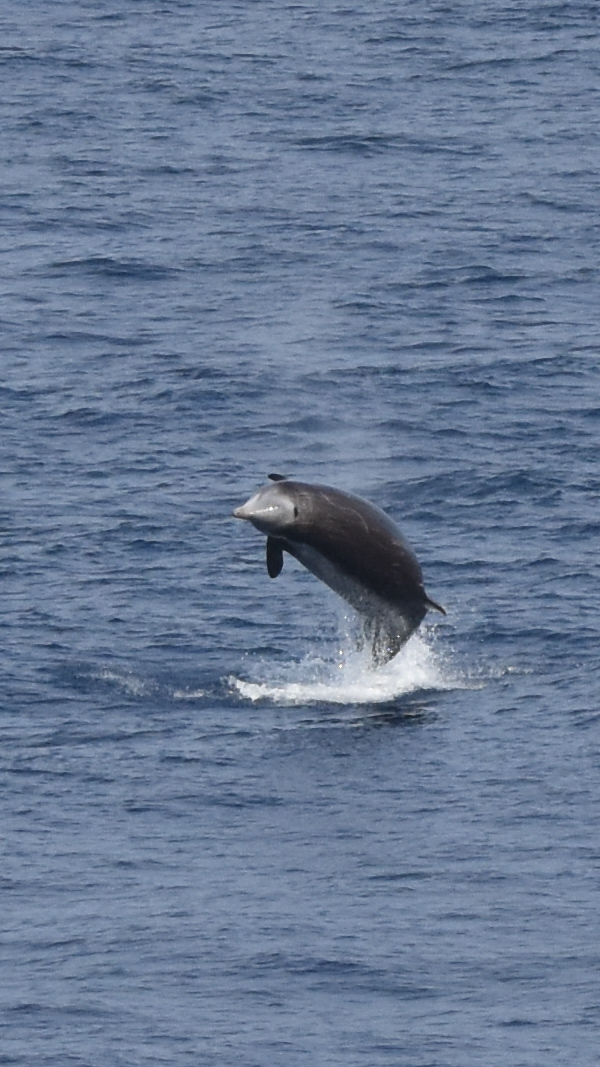
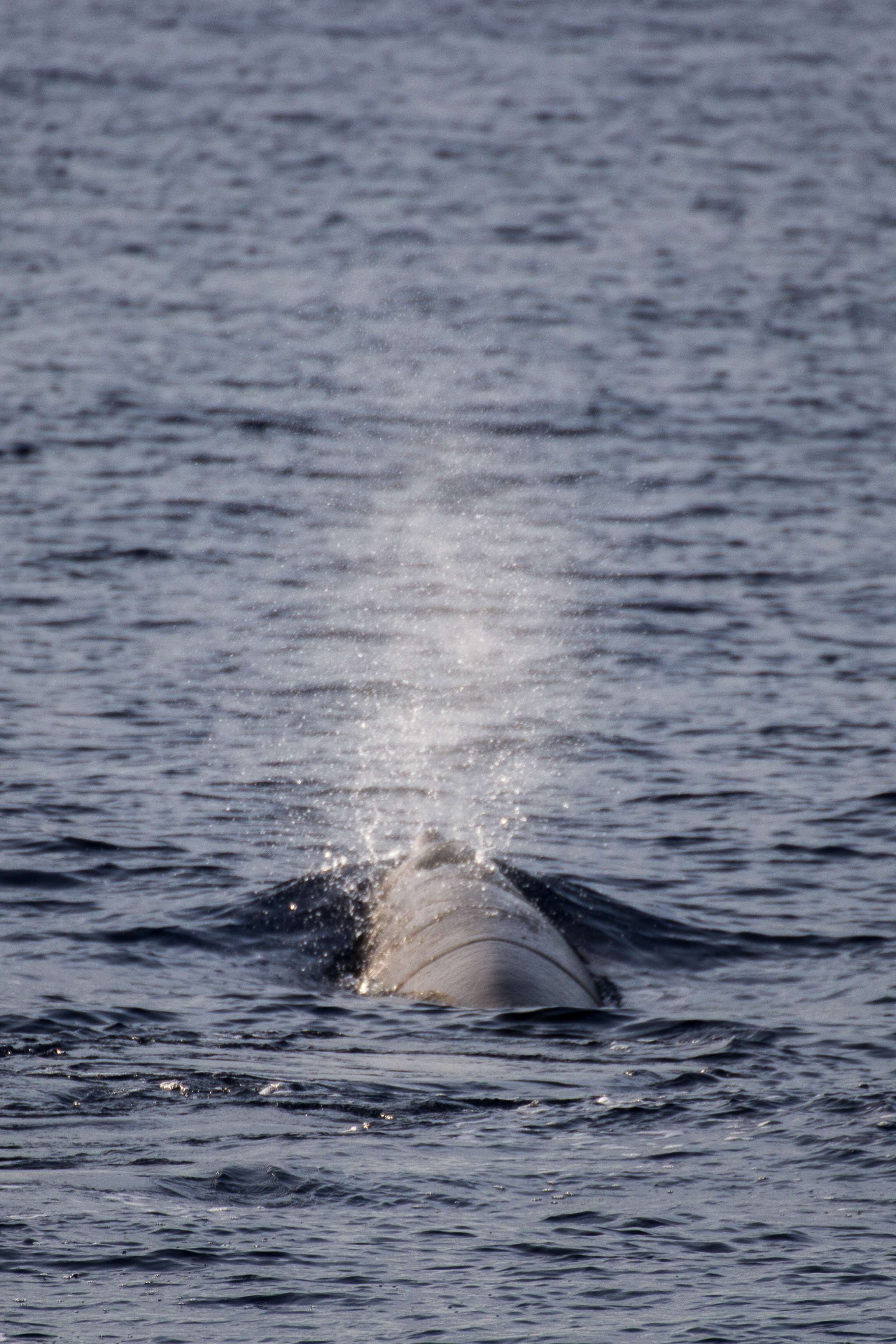
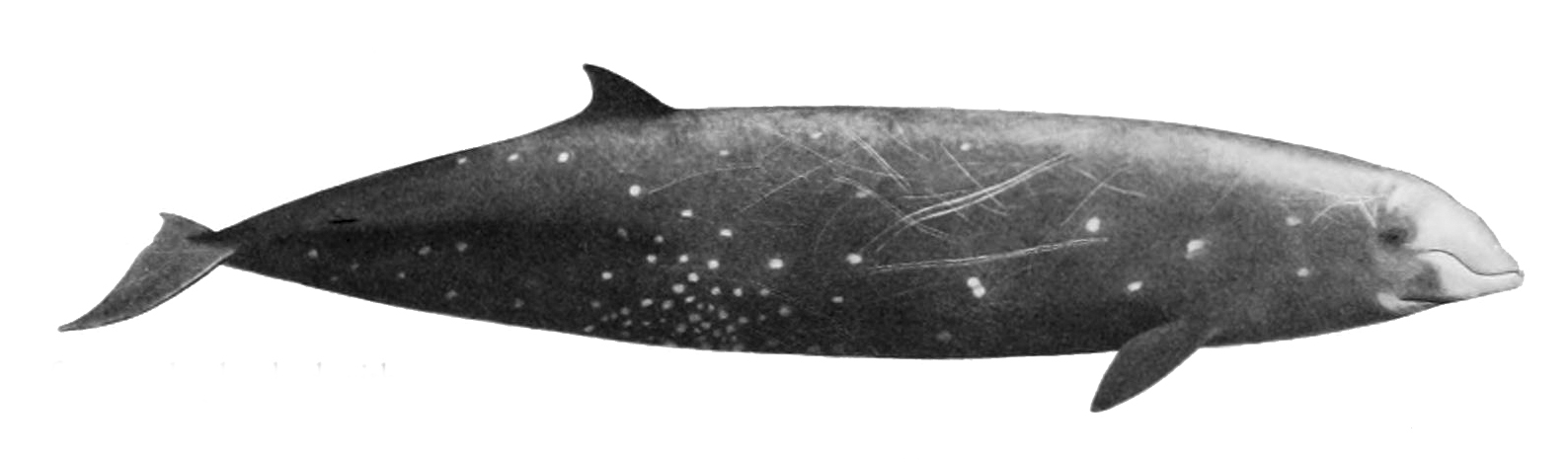

##### Mésoplodon de Blainville (Mesoplodon densirostris)
Le Mésoplodon de Blainville (Mesoplodon densirostris) est une baleine à bec plus petite (4-6 m) que l'espèce précédente et au bec plus long, déformé par les défenses chez les deux sexes. Cette espèce est signalée en Méditerranée mais sa présence est très rare, voire incertaine,,,.

##### Mésoplodon de Sowerby (Mesoplodon bidens)
Le Mésoplodon de Sowerby (Mesoplodon bidens) est une baleine à bec plus petite (4-6 m) que la Baleine de Cuvier et au bec plus long et effilé. Contrairement à la précédente, cette espèce ne semble pas tachetée, et les dents du mâle sont bien visibles mais ne forment pas de proéminences. Cette espèce est signalée en Méditerranée mais avec une présence très rare, voire incertaine,.

#### Phocoenidae(marsouins)

##### Marsouin commun (Phocoena phocoena)
Le Marsouin commun (Phocoena phocoena), autrefois abondant en Méditerranée, en a presque totalement disparu aux XIXe et XXe siècles. Une population subsiste cependant toujours en mer Noire (considérée comme une sous-espèce : Phocoena phocoena relicta Abel, 1905) et des individus peuvent être rencontrés en mer Égée (Grèce et Turquie), dans le nord du bassin oriental,.

### Signalements anciens, uniques, artificiels ou à confirmer

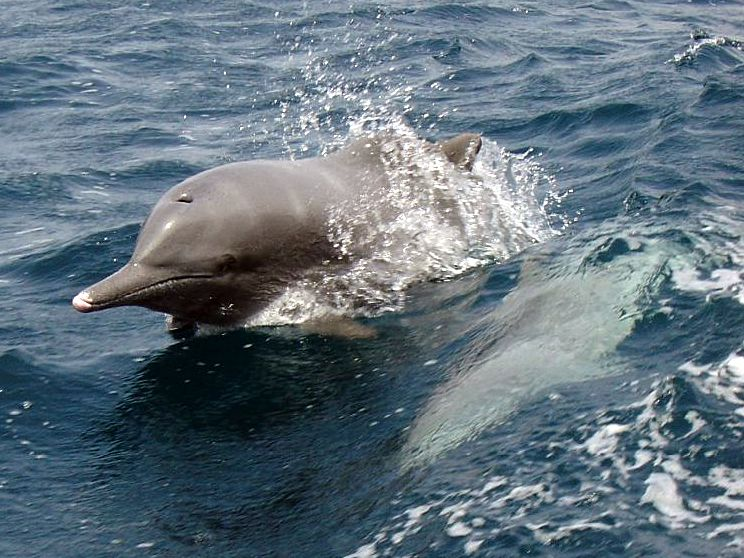
Le Dauphin à bosse de l'océan Indien (Sousa plumbea) pourrait bientôt faire partie de la faune de Méditerranée grâce au canal de Suez.

Quelques autres espèces ont parfois fait l'objet de signalements très isolés, comme la Baleine franche de l'Atlantique nord (Eubalaena glacialis, deux signalements datant du XIXe siècle), l'Hypérodon boréal (Hyperoodon ampullatus, deux spécimens échoués en 1880 en Languedoc et une seule observation visuelle crédible depuis, en mer d'Alboran) et le Mésoplodon de Gervais (Mesoplodon europaeus, un spécimen échoué en Italie en 2001).
Par ailleurs, le Dauphin à bosse de l'océan Indien (Sousa plumbea) a fait l'objet de plusieurs signalements récents en Égypte et en Israël, car il semble avoir réussi à franchir le canal de Suez (« migration lessepsienne »). Il est encore difficile de savoir si une population stable va en résulter, mais il semble en extension. De même, un couple de Bélougas (Delphinapterus leucas), espèce arctique, a été relâché par erreur en Crimée en 1991, mais les chances qu'il en résulte une population résidente sont très faibles.
D'autres signalements sont désormais considérés comme erronés : le Rorqual de Bryde (Balaenoptera edeni), le Mésoplodon de True (Mesoplodon mirus), le Narval (Monodon monoceros), l'Orque pygmée (Feresa attenuata), le Lagénorhynque à flancs blancs (Leucopleurus acutus) et le Lagénorhynque à bec blanc (Lagenorhynchus albirostris). La présence de certains mésoplodons demeure débattue,.

### Autres grands vertébrés marins

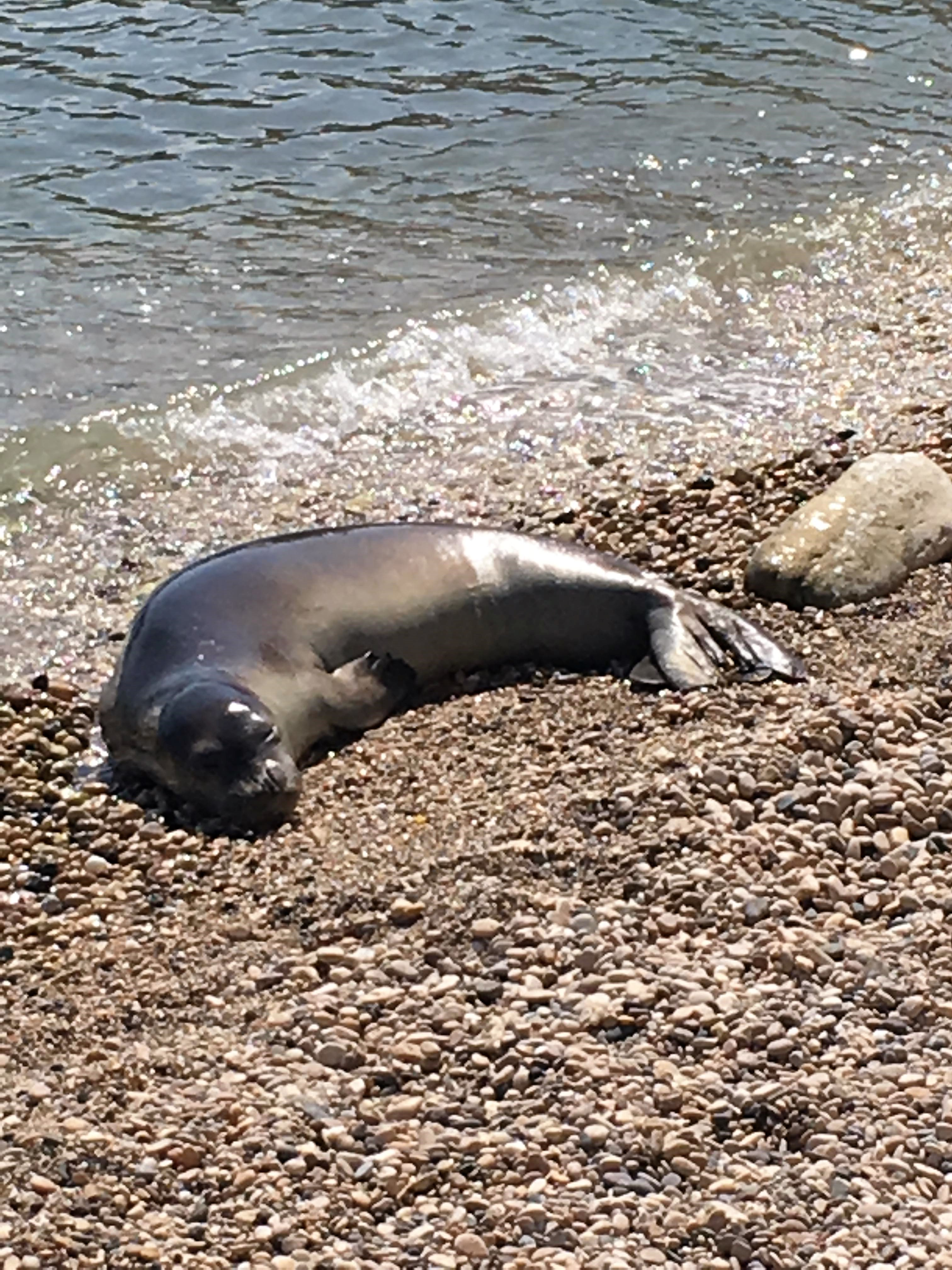
Le Phoque moine de Méditerranée est bien un mammifère marin, mais pas un cétacé : c'est un pinnipède.

La Méditerranée compte plusieurs autres grandes espèces marines qui sont parfois associées aux cétacés dans l'imaginaire collectif, notamment à travers les mythes et légendes des monstres marins (le grec kêtos comme le latin cetus désignent d'ailleurs autant les baleines que les grands requins et toutes sortes de gros animaux et « monstres marins »). Bien qu'ils appartiennent à d'autres groupes de vertébrés sans liens avec celui des cétacés, certains de ces animaux peuvent occuper des niches écologiques proches et sont souvent soumis aux mêmes menaces pesant sur leurs habitats et leur mode de vie.
Le Phoque moine de Méditerranée (Monachus monachus) est la seule espèce de mammifères marins de Méditerranée n'appartenant pas aux cétacés : il fait partie du groupe des pinnipèdes, des carnivores qui ont conservé quatre membres indépendants et sont donc capables de sortir de l'eau pour se reposer ou se reproduire sur les plages. Autrefois abondant dans tout le bassin, il est en danger d'extinction depuis le XXe siècle et il ne reste plus que quelques centaines d'individus essentiellement répartis entre la Grèce et la Turquie. La région grecque de Phocide et les diverses « cités phocéennes » lui doivent notamment leur nom.
Deux espèces de tortues marines (qui sont des reptiles) nichent également en Méditerranée et font l'objet de mesures de conservation souvent conjointes avec les cétacés : la Tortue caouanne (Caretta caretta), répartie dans tout le bassin, et la Tortue verte (Chelonia mydas), essentiellement au sud et à l'est.
Enfin quelques grands poissons font également l'objet de mesures de protection similaires à celles destinées aux cétacés, comme le Requin pèlerin (Cetorhinus maximus), le Diable de mer méditerranéen (Mobula mobular), ou, plus près des côtes, le Mérou brun (Epinephelus marginatus).

## Menaces
Les cétacés sont des animaux à vie longue (particulièrement les baleines), avec une mortalité théoriquement assez faible une fois adultes et quasiment plus de prédation, même s'ils demeurent exposés à des maladies et parasites (qui seraient impliqués dans 25 % des morts de cétacés en Méditerranée, notamment quand leur prolifération devient pathologique sur les animaux vieux, faibles ou immunodéprimés). En conséquence, tout facteur supplémentaire de mortalité entraîne des effets d'autant plus importants sur les populations, dont le renouvellement est très lent.

### Pêche
Depuis 1982, la commission baleinière internationale (CBI) interdit la chasse à la baleine, sauf dans quelques cas particuliers et justifiés par la science ou la tradition, pour lesquels elle accorde des permis de chasse : aucun permis de ce type n'existe en Méditerranée, aucun autre cétacé n'est autorisé à la pêche et il ne semble pas y avoir de braconnage de cétacés dans cette mer.
Toutefois, les cétacés sont souvent des victimes indirectes de la pêche, par au moins deux voies.
- La première est le phénomène des prises accessoires (en anglais « bycatch »), de petits cétacés (notamment des dauphins[59]) pouvant se retrouver piégés dans les filets, où ils ont été attirés par la grande concentration de poissons et où ils finissent par se noyer[60]. Cette mortalité est encore peu documentée pour la Méditerranée mais est bien connue dans le golfe de Gascogne, où des milliers de Dauphins communs sont ainsi tués chaque année[58]. Selon le WWF, 300 000 cétacés meurent chaque année dans le monde victimes des filets, et encore plus de tortues et d'autres animaux marins menacés : environ un tiers des 94 millions de tonnes d'animaux tués par la pêche seraient des prises accessoires[61]. Les chercheurs estiment qu'entre 80 et 250 Dauphins bleu et blanc sont capturés accidentellement dans les filets de pêche chaque été entre 2000 et 2005[59].
- La seconde est la problématique des « filets fantômes » (en anglais « ghost nets »), c'est-à-dire des nombreux filets de pêche abandonnés et dérivant au gré des courants, qui conservent leurs propriétés létales plusieurs années, voire plusieurs décennies. Ils piègent notamment les cétacés et les tortues marines, qui se noient faute de pouvoir remonter à la surface pour respirer[62].

### Collisions

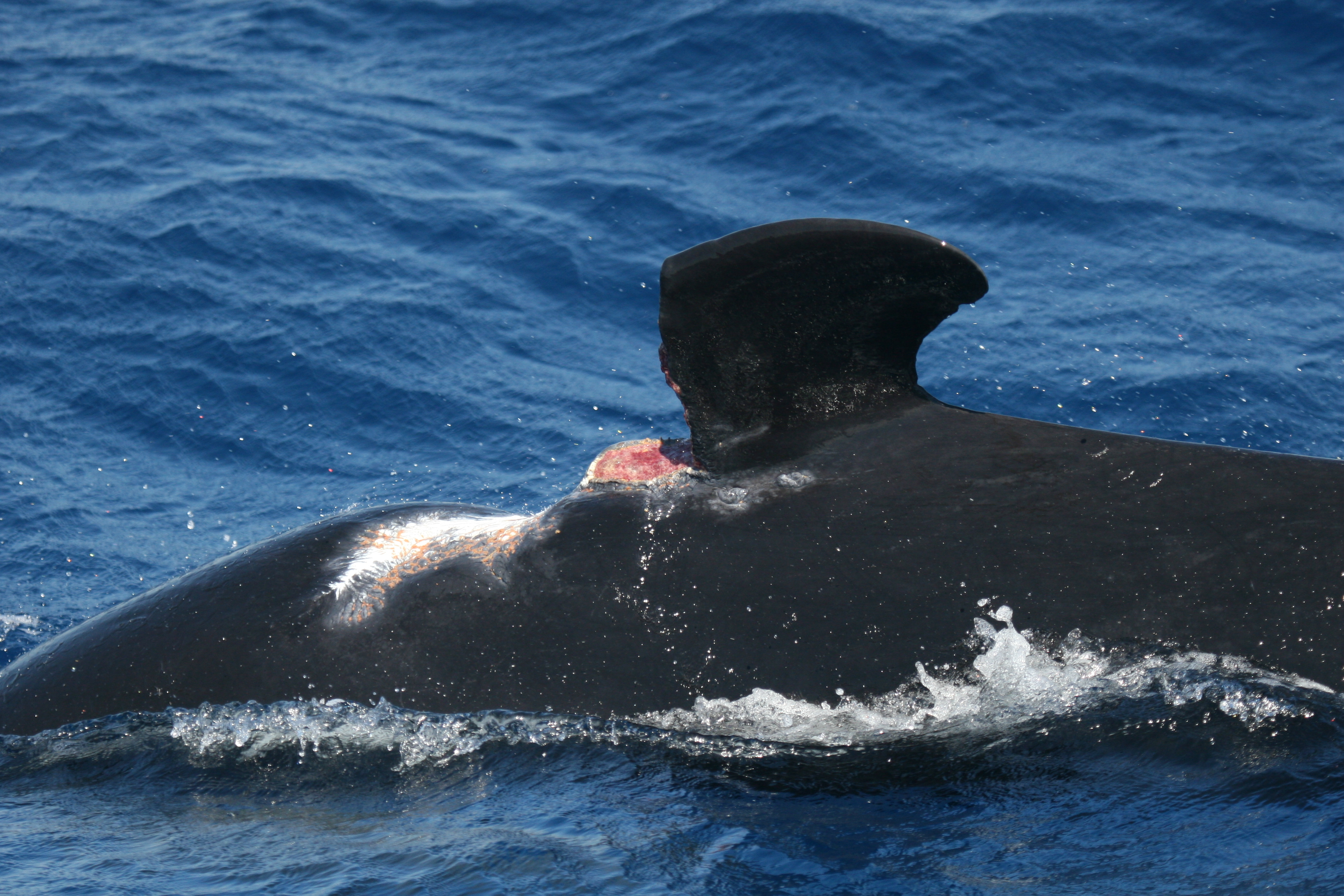
Ce globicéphale a manifestement été estropié par une hélice de navire.

La Méditerranée voit passer un quart du trafic maritime mondial, le long de routes extrêmement denses où les navires — comme les espèces marines — sont régulièrement concentrés par des détroits exigus (Dardanelles, canal d'Otrante, détroit de Messine, canal de Corse, canal de Sicile, bouches de Bonifacio, canal de Corinthe et bien sûr le détroit de Gibraltar). Ainsi, le risque de collisions est énorme le long de ces autoroutes maritimes entre les cétacés et les navires peu manœuvrables que sont porte-conteneurs, ferries, paquebots et super-yachts. Le trafic est ainsi estimé à 9 000 bateaux par jour, chiffre qui pourrait doubler d'ici 2050. Une étude basée sur le trafic réel des navires et la distribution moyenne des cétacés a estimé qu'un cétacé se trouvait sur la route d’un navire 3 520 fois par an : la plupart du temps les animaux sont capables d'esquiver la menace, mais les collisions sont néanmoins fréquentes.
Le risque est multiple, caractérisé notamment par la collision directe avec l'étrave (entraînant généralement la mort de l'animal à partir de 13 nœuds) ou le contact avec l'hélice qui déchiquète l'animal (qui peut mourir sur le coup, être affaibli et livré aux prédateurs ou simplement agoniser de longues semaines). Le dérangement incessant et le bruit sous-marin sont d'autres menaces plus diffuses.
Les espèces les plus facilement victimes des collisions sont les grandes espèces les moins agiles, comme le Rorqual commun ou le Grand Cachalot, qui sont par ailleurs aussi celles dont les populations se renouvellent le plus lentement. Sur ces deux espèces, les études scientifiques ont mis en évidence que 6 % des individus photo-identifiés en mer et près de 20 % des individus échoués montraient des traces de collision. Les collisions sont la première cause de mortalité non naturelle pour ces deux espèces au sein du Sanctuaire Pelagos,, ce qui augmente de 20 % leur taux de mortalité.
On estime que plus de dix Rorquals communs meurent chaque année en Méditerranée (huit à quarante selon le WWF) des suites d’une collision avec un navire, et qu'un grand nombre d'autres sont blessés ou estropiés.
Pour limiter le danger, l'association Souffleurs d'Écume a développé le logiciel REPCET (REal-time Plotting of CETaceans), qui équipe une quarantaine de grands navires et leur permet de signaler les cétacés croisés en surface ; il est devenu obligatoire dans le Sanctuaire Pelagos depuis 2016.

### Pollution
La Coalition pour une Méditerranée exemplaire en 2030 estime qu'un total de 600 000 tonnes de déchets sont déversés dans la Méditerranée chaque année, phénomène aggravé par le fait que cette mer fermée tend à concentrer les pollutions.
Les pollutions marines sont de deux sortes : des macro-éléments (« ordures »), que les animaux peuvent ingérer au risque de s'étouffer, et des micro-éléments dissous (métaux lourds, pesticides, médicaments, produits industriels…), qui se retrouvent dans le milieu d'alimentation et peuvent être bioaccumulés par les cétacés, qui sont presque tous des superprédateurs au sommet de la chaîne alimentaire et à vie longue,. Le fait que la Méditerranée soit une mer fermée, étroitement bordée par des pays très industrialisés, à population très dense et sous-équipés en matière de gestion des déchets aggrave encore la situation.

#### Macro-déchets

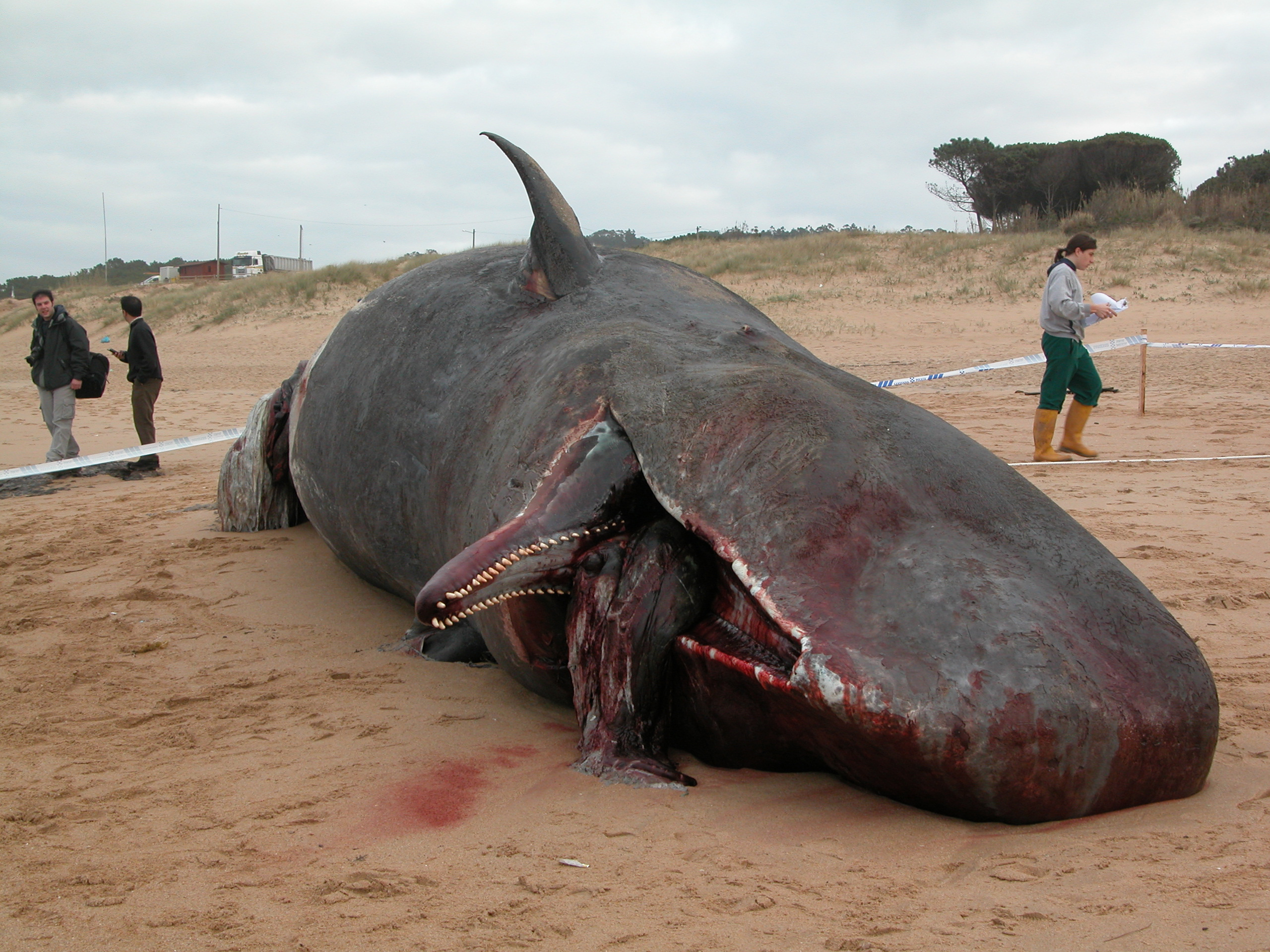
Grand Cachalot échoué sur une plage en Espagne.

Les macro-déchets sont de taille extrêmement variable, allant du filet de pêche abandonné, long de plusieurs centaines, voire milliers, de mètres, qui représente un piège mortel même pour les plus grandes baleines, aux microplastiques microscopiques en suspension dans l'eau. Par ailleurs, quand un macroplastique se dégrade en microplastiques, il relâche aussi dans l'eau des composés solubles toxiques comme les phtalates.
Concernant les microplastiques, la Méditerranée est probablement la mer où leur concentration est la plus élevée au monde et le WWF France estime que « Près de 269 000 tonnes de déchets plastiques formés de plus de 5 000 milliards de particules flottent sur les océans ».
Selon une étude de l'Institut de Recherche sur les Cétacés Pélagiques d'Athènes, l'ingestion de plastique est la principale cause de mortalité des Grands Cachalots en Méditerranée. Par exemple, un cachalot mâle retrouvé près de Mykonos, en Grèce, avait ingéré plus d’une centaine d'objets en plastique (y compris des sacs en plastique de supermarché), qui avaient obstrué son appareil digestif et l'avaient condamné à une mort lente et douloureuse. Les scientifiques estiment qu'un autre, retrouvé en Espagne, avait ingéré au cours de sa vie 64 tonnes de déchets plastiques.

#### Polluants dissous

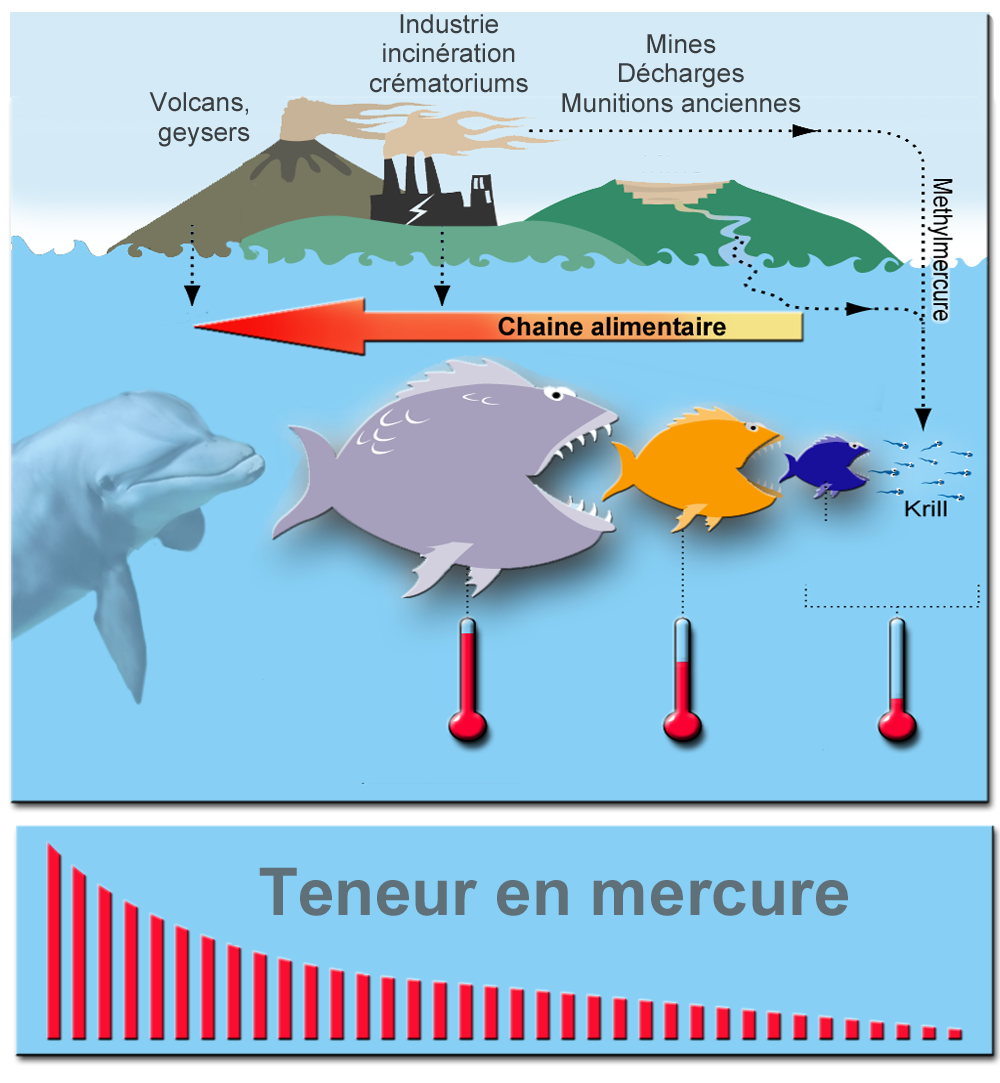
Cinétique environnementale et biomagnification du mercure dans les réseaux trophiques marins.

Toutes les études menées en Méditerranée ont montré une bioaccumulation préoccupante de nombreux polluants solubles chez les cétacés, cinq à dix fois supérieure à celle observée chez leurs congénères de l'Atlantique,.
Une étude réalisée en 2019 sur un échantillon de 240 cétacés a montré que le Rorqual commun, le Grand Cachalot et le Globicéphale noir sont tous contaminés par les phtalates, plastifiants toxiques présents dans un grand nombre de déchets plastiques,.
Le DEHP, un des phtalates les plus toxiques, présente une concentration moyenne de 580 µg/kg (voire jusqu'à 1 060 µg/kg selon les études) chez le Rorqual commun, soit plus du double de la limite autorisée pour du poisson vendu dans le commerce. Les phtalates n'étant pas bioaccumulés, ce résultat montre que l'exposition est chronique et permanente.
Les PCB (déchets industriels extrêmement toxiques, peu biodégradables et bioaccumulants) et les dérivés du DDT (pesticide toxique peu biodégradable et bioaccumulant), produits interdits depuis plus de quarante ans, sont encore détectés dans la graisse des cétacés, dont ils affectent la capacité de résistance aux maladies ou la fertilité,.
Une autre contamination commune est celle aux PBDE (retardateurs de flamme bromés), qui peut entraîner, entre autres, une perturbation hormonale chez les cétacés, nuisant à leur fécondité.
Les métaux lourds (notamment le mercure, le plomb et l'arsenic) se retrouvent aussi en grande quantité dans l'eau de mer du fait des activités et négligences humaines, et sont eux aussi irrémédiablement bioaccumulés par les cétacés, qu'ils affaiblissent et conduisent à une mort prématurée.
Les hydrocarbures (pétrole) sont aussi fréquents en Méditerranée, qui voit passer un tiers du trafic mondial de fioul et où de nombreux navires se livrent au « dégazage » (vidange) illégal en pleine mer. Environ 400 000 tonnes d'hydrocarbures sont déversées en Méditerranée chaque année. Ces hydrocarbures causent irritations, asphyxie et intoxication des cétacés selon leur composition et leur concentration.
L'essentiel des contaminants métaboliques bioaccumulables est retrouvé en moins grande quantité chez les femelles que chez les mâles : cela s'explique par le fait qu'ils se stockent dans les graisses, y compris dans la graisse mammaire, ce qui fait que les femelles se « déchargent » en partie dans le lait dont elles nourrissent leurs petits, transmettant les toxines d'une génération à l'autre.

### Détérioration de l'environnement acoustique
Le sens dominant chez les cétacés n'est pas la vue mais l'ouïe (par écholocalisation), qui leur permet de communiquer ou de repérer une proie ou un relief à plusieurs kilomètres, là où la vue s'arrête à quelques dizaines de mètres au mieux sous l'eau. Par conséquent, l'accroissement de la pollution sonore affecte gravement ces animaux et peut même les conduire à la mort,,,.
Les principales sources de pollution sonore en Méditerranée sont avant tout le trafic maritime (très intense et particulièrement dense dans certains couloirs comme les mers d'Alboran, Égée ou Tyrrhénienne), mais aussi les sonars et certains autres dispositifs de télémétrie, la prospection sismique, le forage sous-marin, certaines expériences océanographiques, les activités militaires, ou encore d'autres nuisances acoustiques provenant de la côte et se propageant dans l'eau.
La France, à la suite du Grenelle de la mer et via la loi Grenelle II, reconnaît officiellement depuis 2010 la pollution sonore comme l'une des formes de pollution marine, qu'elle soit « directe ou indirecte dans le milieu marin » ; elle s'est assigné deux objectifs environnementaux dans ce domaine, au moyen du dispositif de Directive-cadre Stratégie pour le milieu marin : D11-OE01 (bruit impulsif) et D11-OE02 (bruit continu d'origine anthropique).

### Sursollicitation touristique

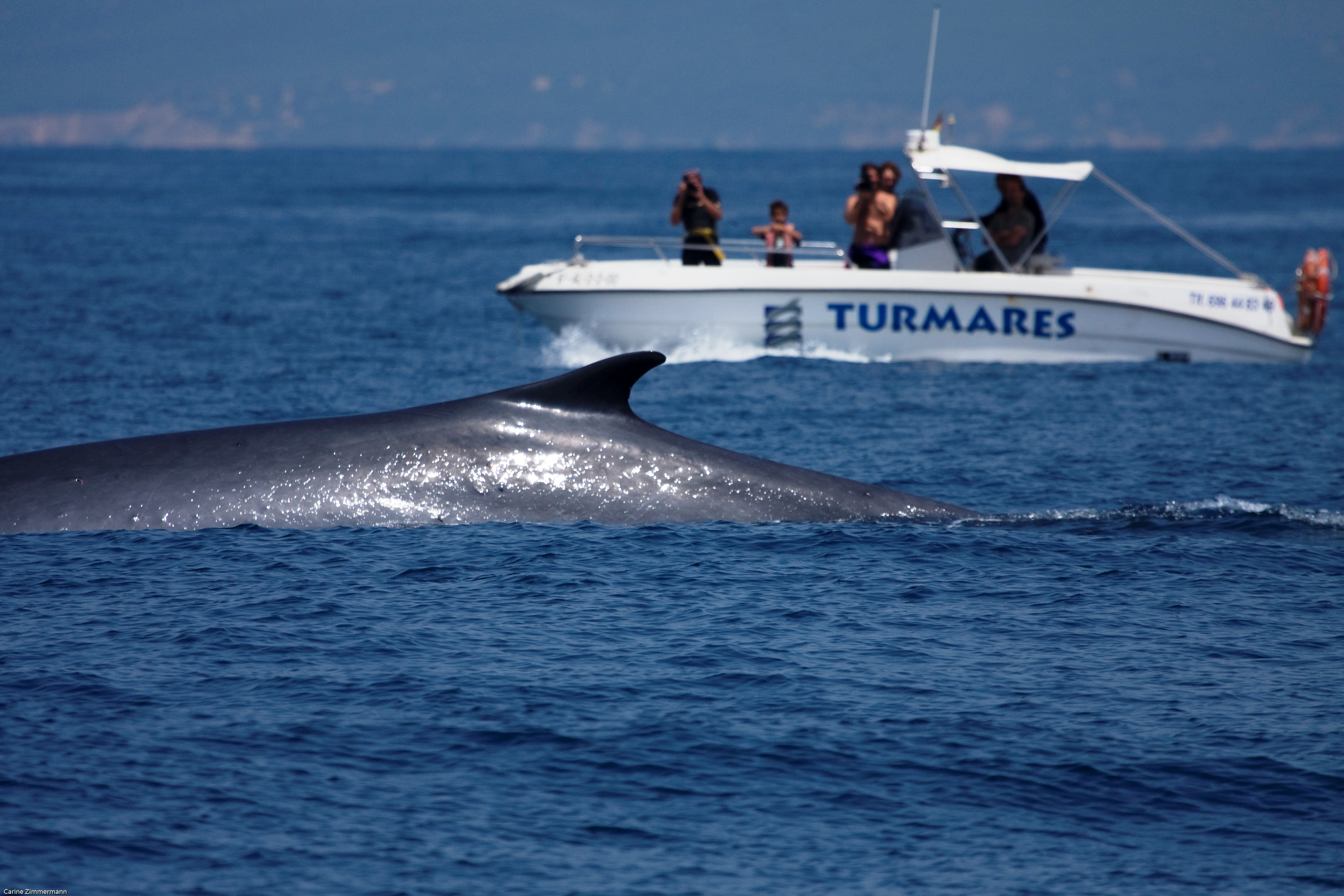
Touristes observant un Rorqual commun dans le détroit de Gibraltar.

Les cétacés sont des animaux particulièrement charismatiques et appréciés du grand public. En conséquence, leur observation (en anglais « whale watching ») est un secteur économique en pleine expansion, et l'observation des cétacés se double parfois chez certains opérateurs de « whale jumping », c'est-à-dire de mise à l'eau des touristes à proximité des animaux, souvent de manière brutale, voire dangereuse. Ainsi, l'observation paisible peut parfois dériver vers une véritable industrie du harcèlement, avec des animaux traqués par observation aérienne et poursuivis par des dizaines de navires. Selon le Groupe de recherche sur les cétacés (GREC), ce harcèlement, illégal dans les eaux françaises, peut empêcher les animaux ciblés de s'alimenter ou de se reposer.
Pour parer à tout effet néfaste sur ces animaux, des règles strictes encadrent cette activité, encore renforcées dans les aires marines protégées (AMP) comme le Sanctuaire Pelagos. Dans de nombreuses régions, des chartes et des codes de bonne conduite sont en place, ainsi que des labels pour une observation durable des baleines.
La loi française interdit entre autres « toute perturbation intentionnelle de cétacés (notamment harcèlement ou poursuite) ainsi que toute dégradation de leurs aires de repos ou de reproduction ».

## Protection

### Accords internationaux

#### Au niveau mondial
La commission baleinière internationale (CBI), créée en 1946, condamne la chasse des cétacés depuis 1982, et aucun pays méditerranéen n'y est opposé ni en infraction manifeste.
Au niveau mondial, les cétacés de Méditerranée sont également protégés par la Convention sur la conservation des espèces migratrices appartenant à la faune sauvage (CMS ou Convention de Bonn) depuis 1979 (tous les pays méditerranéens en font partie à part la Turquie), la Convention sur la diversité biologique (CBD) depuis 2010, et depuis 2015 les Objectifs de développement durable (ODD) de l'Organisation des Nations unies.
La Convention sur le commerce international des espèces de faune et de flore sauvages menacées d'extinction (CITES), ratifiée par 183 pays, interdit également tout commerce international de produits dérivés de cétacés, sauf autorisations exceptionnelles (généralement à titre scientifique).

#### À l'échelle du bassin méditerranéen
La Commission générale des pêches pour la Méditerranée (CGPM) a été créée en 1949 par un accord international conclu en vertu de l'article XIV de la constitution de la FAO. Sa zone de compétence est la Méditerranée, la mer Noire et les eaux adjacentes.
En 1976, les 21 pays qui bordent cette mer ont ratifié la Convention pour la protection du milieu marin et du littoral de la Méditerranée (aussi appelée « Convention de Barcelone ») visant à prévenir et réduire la pollution marine en mer Méditerranée et assurer le développement durable des socio-écosystèmes qui en dépendent. Elle constitue le cadre juridique du plan d'action pour la Méditerranée (PAM), approuvé en 1975 et élaboré dans le cadre du Programme pour les mers régionales du Programme des Nations unies pour l'environnement (PNUE), et a notamment défini de nouvelles « Aires spécialement protégées d’importance méditerranéenne » (ASPIM).

Aire d'application de l'ACCOBAMS.

Concernant plus spécifiquement les cétacés, il existe depuis 1996 un Accord sur la conservation des cétacés de la mer Noire, de la Méditerranée et de la zone Atlantique adjacente (ACCOBAMS), entré en vigueur le 1er juin 2001 en vue d'y protéger les importantes populations de cétacés qui y résident ou y migrent.
D'autres accords lient certains pays, comme l'accord RAMOGE, signé en 1976 entre la France, Monaco et l'Italie, pour constituer une zone pilote de prévention et de lutte contre la pollution du milieu marin et qui servit de préliminaire au Sanctuaire Pelagos.

#### À l'échelle de l'Europe
Au niveau européen, l'un des premiers efforts coordonnés notables en matière de protection de la vie marine fut la première politique commune de la pêche (PCP) de 1970.
Mais en matière de conservation de la nature, il faut attendre la Convention de Berne (« Convention du Conseil de l’Europe relative à la conservation de la vie sauvage et du milieu naturel de l’Europe ») signée en 1979, premier traité international visant à protéger aussi bien les espèces (dont nommément les cétacés) que les habitats, et qui a été signée par cinquante pays dont l'ensemble des pays de l'Union européenne et plusieurs pays proches et africains. Elle a été suivie par la directive habitats (adoptée en 1995), instaurant des zones de protection devenues le réseau des sites Natura 2000, intégrant depuis 2008 des sites « Natura 2000 en mer ».
Toujours en 2008, l'Europe adopte une directive-cadre Stratégie pour le milieu marin, qui définit le « bon état écologique » comme objectif à atteindre pour les eaux communautaires (selon, donc, une approche écosystémique). La directive-cadre sur l'eau, adoptée en 2000, possède également un volet maritime.
Plusieurs autres directives ponctuelles portent sur les cétacés, comme le règlement du 20 janvier 1981, qui dispose que l'importation de produits issus de cétacés et destinés à des fins commerciales est interdite dans la Communauté européenne.

### Réglementations nationales
En France, toutes les espèces de cétacés sont strictement protégées par la loi. Ainsi selon l'arrêté du 20 octobre 1970, « Il est interdit de détruire, de poursuivre ou de capturer par quelque procédé que ce soit, même sans intention de les tuer, les mammifères marins de la famille des delphinidés », et selon l'arrêté du 27 juillet 1995 « sont interdits sur le territoire national, y compris la zone économique définie à l'article 1er de la loi du 16 juillet 1976 modifiée susvisée, et en tout temps, la destruction, la mutilation, la capture ou l'enlèvement intentionnels, la naturalisation des mammifères marins d'espèces suivantes ou, qu'ils soient vivants ou morts, leur transport, leur colportage, leur utilisation, leur mise en vente, leur vente ou leur achat ». L'arrêté du 1er juillet 2011 « fixant la liste des mammifères marins protégés sur le territoire national et les modalités de leur protection » interdit « La destruction, la mutilation, la capture ou l'enlèvement intentionnels incluant les prélèvements biologiques, la perturbation intentionnelle incluant l'approche des animaux à une distance de moins de 100 mètres dans les aires marines protégées […], et la poursuite ou le harcèlement des animaux dans le milieu naturel » pour tous les mammifères marins (cétacés, pinnipèdes et siréniens).
La loi pour la reconquête de la biodiversité, de la nature et des paysages, promulguée le 9 août 2016, impose notamment dans l'article L334-2-2 du code de l'environnement l'installation de dispositifs anticollision sur les navires de plus de 24 m battant pavillon français et navigant régulièrement dans les sanctuaires marins.
La France dispose également d'un « plan d'action pour la protection des cétacés », dont le comité de pilotage est co-présidé par la Direction de l'eau et de la biodiversité (DEB) du ministère de la Transition écologique et solidaire et la Direction des pêches maritimes et de l'aquaculture (DPMA) du ministère de l’Agriculture et de l'Alimentation.
La plupart des autres pays méditerranéens ont en partie adopté des règlementations similaires.

### Aires marines protégées

#### Parcs, réserves, zones et sites protégés
La Méditerranée comporte en 2020 environ 1 087 aires marines protégées (AMP), représentant 209 303 km2 (dont 133 890 km2 de « sanctuaires », voir section suivante), ce qui correspond à 8,33 % de la Méditerranée - mais dont seulement 0,04 % sont strictement interdits à la pêche. Celles-ci ont une grande diversité de désignations : parcs nationaux, parcs marins, réserves marines, sites Natura 2000 en mer, etc.
Le réseau méditerranéen des aires marines protégées est animé par MedPAN (Mediterranean Protected Areas Network), organisation non gouvernementale basée à Marseille, chargée de fédérer les AMP de toute la région et de favoriser le partage d'expérience et la mobilisation commune sur des enjeux communs à l'échelle du bassin méditerranéen. Elle contribue avec les autres agences régionales et nationales à l'harmonisation des bonnes pratiques concernant la protection des cétacés au sein des AMP méditerranéennes.
Selon l'Objectif C.11 d'Aichi (adopté à la Convention sur la diversité biologique en 2010), le but est d'arriver à ce qu'au moins un dixième de la Méditerranée soit placé sous un statut de protection significatif et bénéficie d'un plan de gestion.
Au-delà des AMP stricto sensu, il existe également d’« autres mesures de conservation efficace par zone » (AMCE), introduites en 2010 par la Convention pour la diversité biologique et comprenant notamment les zones de restriction de pêche (FRA) et les zones maritimes particulièrement vulnérables (PSSA). Toutes ces aires sont répertoriées par la base de données MAPAMED (Marine Protected Areas in the Mediterranean).

#### Sanctuaires

Territoire d'application de l'Accord Pelagos.

Deux espaces maritimes protégeant spécifiquement les cétacés leur sont consacrés en Méditerranée ; ils bénéficient du statut d'aire spécialement protégée d'importance méditerranéenne (ASPIM) et couvrent 133 890 km2 à eux deux :
- le Sanctuaire Pelagos, créé en 2002 par la France, l'Italie et Monaco pour la protection des mammifères marins qui le fréquentent, embrassant presque tout le bassin corso-liguro-provençal (87 589 km2)[106] ;
- le Corridor migratoire des cétacés en Méditerranée (Corredor de Migración de Cetáceos del Mediterráneo, ou « Corridor espagnol »), créé en 2018 entre la côte valencienne et catalane et les îles Baléares (46 613 km2)[106] ;
- il existe également un projet de Sanctuaire Océanide à l'ouest de Chypre (8 326 km2)[106].

Le Sanctuaire Pelagos résulte d'un accord signé le 25 novembre 1999 par la France, l'Italie et Monaco, et est entré en vigueur le 21 février 2002, après avoir reçu le statut d'ASPIM dès 2001). Il couvre une surface totale de 87 500 km2 pour 2 000 km de linéaire côtier, ce qui en fait la plus grande aire marine protégée de Méditerranée. On y trouve douze espèces de cétacés (soit 15 % des espèces de cétacés connues et 60 % des espèces de Méditerranée, dont les huit espèces communes), dont environ 450 Grands Dauphins, 750 Rorquals communs et 35 200 Dauphins bleu et blanc.

Surface couverte par le Corridor migratoire des cétacés en Méditerranée.

Le Corridor migratoire des cétacés en Méditerranée a été établi par l'Espagne en 2018 sous l'égide du plan d'action pour la Méditerranée (PAM) de l'ONU Environnement. Il constitue une route majeure dans la migration saisonnière des cétacés et notamment du Rorqual commun, entre les côtes africaines (site d'hivernage) et le nord de la Méditerranée (site estival de nourrissage et de reproduction). La zone est aussi fréquentée par une dizaine d'autres espèces de mammifères marins comme les Dauphins bleu et blanc, les Dauphins de Risso, la Baleine de Cuvier ou encore la Baleine à bosse. Couvrant une surface de 87 589 km2, c'est la deuxième plus grande AMP de Méditerranée.
Sur ces deux sites, la navigation est soumise à certaines réglementations en matière de routes maritimes, de vitesse et d'équipement (pingers, programme REPCET, etc.) et les populations de cétacés font l'objet d'un suivi particulier.

### Autres mesures

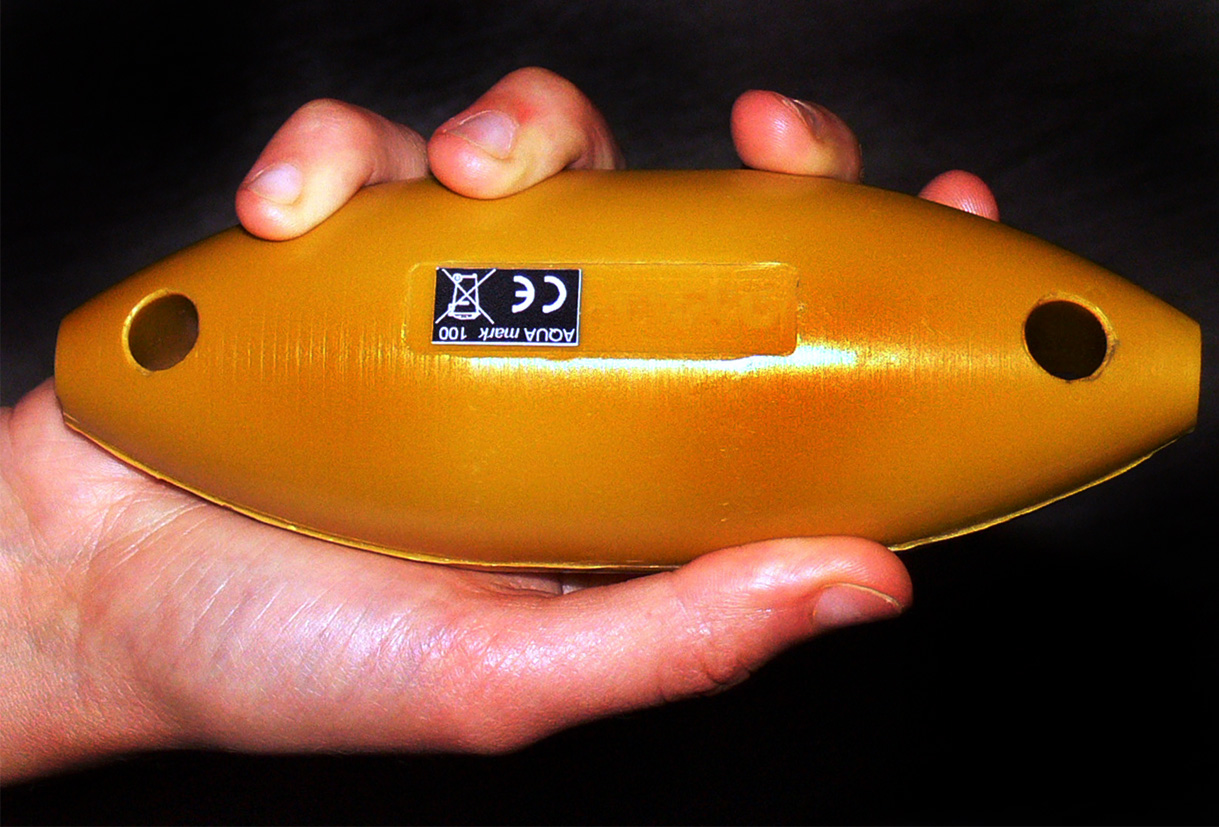
Exemple de pinger, dispositif de dissuasion acoustique destiné à éloigner les cétacés odontocètes des filets et des chaluts.

Un certain nombre d'autres mesures de régulation existent et dépendent de la bonne volonté des acteurs, notamment des chartes, codes de bonne conduite, certifications, et l'adoption de procédures ou de matériel particulier.
Parmi les chartes, il existe notamment la charte SAILS (Sustainable Actions for Innovative and Low-impact Shipping) de bonnes pratiques du transport maritime pour la protection du milieu marin et du littoral, qui « appelle à des mesures volontaires de réduction de l'impact sonore sous-marin des navires auprès des armateurs et des croisiéristes ».
Le programme REPCET (REal-time Plotting of CETaceans), développé par l'association Souffleurs d'Écume, permet aux navires de géolocaliser les grands cétacés afin de prévenir les autres bâtiments de leur présence sur une route maritime. Ce dispositif est obligatoire dans le Sanctuaire Pelagos et recommandé partout ailleurs.
D'autres dispositifs de réduction des collisions des grands cétacés par les bateaux existent, notamment des outils de détection acoustique de leur présence (soit placés sur les navires, soit présents sur des bouées disposées le long des routes maritimes).
De nombreux dispositifs techniques aident les professionnels de la mer à écarter les cétacés des dangers (notamment des filets), grâce en particulier à des outils acoustiques, comme les pingers et d'autres dispositifs de dissuasion acoustique,.
Les chaluts peuvent aussi être équipés de trappes de sortie activables par les grands animaux (particulièrement les tortues marines et les cétacés), leur permettant d'échapper au piège tout en retenant les espèces ciblées ; il existe également des filets plus facilement repérables pour les cétacés (à l'aide notamment de réflecteurs acoustiques), ou cassables.
Enfin, plusieurs associations œuvrent à la conservation des cétacés de Méditerranée, comme l'ONG internationale WWF ou l'UICN, ainsi que des associations locales : ainsi, en 2020, le Groupement d’intérêt scientifique pour les mammifères marins de Méditerranée (GIS3M), le Groupe d’étude des cétacés de Méditerranée (GECEM) et l'association Souffleurs d'Écume fusionnent en une nouvelle structure aux compétences élargies, MIRACETI.

## Recherche scientifique
Du fait des enjeux autant biologiques qu'écologiques et sociaux, les cétacés de Méditerranée constituent un sujet de recherche important pour de nombreux scientifiques. Cette recherche est organisée par plusieurs catégories d'acteurs :
- des universités, notamment françaises, espagnoles, italiennes et grecques (comme l'Institut de Recherche sur les Cétacés Pélagiques d'Athènes), mais aussi parfois américaines[110] ;
- des projets internationaux comme l’ACCOBAMS Survey Initiative (ASI) qui a pour but « d’établir un programme de suivi intégré et coordonné des cétacés qui contribuera à un meilleur état de conservation des cétacés et de leur habitat », développé conjointement avec les pays riverains, plusieurs autres agences régionales et l'UICN[111] ;
- des groupements de recherche indépendants comme MIRACETI[112] et le Groupe de recherche sur les cétacés[113] (GREC), qui gère notamment le site cetaces.org[114] ;
- des associations et ONG comme le WWF (par exemple à travers leur projet « Cap Cétacés »)[73], l'UICN, MedPAN ou encore France Nature Environnement, souvent par le biais de collaborations, de parrainages ou de veille scientifique[115].

Le site Internet du Sanctuaire Pelagos tient à jour une liste des projets scientifiques autorisés dans son périmètre.